# 動物戰隊獸王者
《動物戰隊獸王者》是由日本東映製作的《超級戰隊系列》第40部特攝作品，於2016年（平成28年）2月14日至2017年2月5日期間每週日上午7時30分在朝日電視台首播。

## 作品特色
- 本作為《超級戰隊系列》第40部紀念作品[2]，同時主打《史上最強的動物英雄》。
- 本作為超級戰隊系列史上初期成員第一次出現紅、藍、黃、綠、白的顏色配搭。
- 本作繼《超力戰隊王連者》、《百獸戰隊牙吠連者》、《轟轟戰隊冒險者》及《海賊戰隊豪快者》後，第五部紀念超級戰隊而生的電視劇集作品，更是紀念角色「赤紅」第三度登場[3]。
- 本作繼1981年的《太陽戰隊太陽火神》、1988年的《超獸戰隊生命人》、1998年的《星獸戰隊銀河人》、2001年的《百獸戰隊牙吠連者》以及2007年的《獸拳戰隊激氣連者》後，第六次採用動物為主題。
- 本作為首次由人類及非人類組成初期成員的戰隊[4]。
- 本作繼《特命戰隊Go Busters》後，睽違4年後出現非實際獲得力量的戰士。
- 本作繼《魔法戰隊魔法連者》後，第二次在初期同時出現綠色戰士及白色戰士。
- 本作繼前作《手裏劍戰隊忍忍者》後再次將黃色男性戰士初期成員，同時這是2010年候出現的第二位黃色男性戰士。
- 本作继《魔法戰隊魔法連者》後，睽违11年後再次出現白、藍色女戰士同台登場的戰隊。
- 本作繼《戰鬥狂熱 J》和《烈車戰隊特急者》後，第三次出現橙色戰士，更是首次出現兩名同一款戰服造型，但不一樣顏色的戰士[5]。
- 本作繼《獸拳戰隊激氣連者》、《獸電戰隊強龍者》及《烈車戰隊特急者》後，第四次出現紫色戰士隊員。
- 本作首次出現擁有三個代表色的戰士[6]。
- 本作繼《忍風戰隊破裏劍者》後，睽違14年後再次以黃色戰士設定為最年長初期成員。
- 本作繼《鳥人戰隊噴射人》、《忍者戰隊隱連者》、《百獸戰隊牙吠連者》及《炎神戰隊轟音者》後第五次初期五人成員沒有粉紅色戰士[7]。
- 本作繼《烈車戰隊特急者》後再次不使用顏色作為代號[8]。
- 本作繼《獸電戰隊強龍者》後，睽違3年後再次在每話開始前有特定畫面顯示該集標題並讀出，同時亦是繼《海賊戰隊豪快者》後，睽違5年後再次以「第X話」來表達集數。
- 本作繼《侍戰隊真劍者》後，TV本篇集數再次與《假面騎士系列》聯動，兩者前後相隔近7年，而並非像前兩作《烈車戰隊特急者》、《手裡劍戰隊忍忍者》那樣的特別篇。
- 本作首次出現擁有負面性格的戰隊成員[9][10]。
- 本作為超級戰隊系列中首次設定初期成員擁有3種樣貌。
- 本作中的「獸人」造型雖與9年前的《獸拳戰隊激氣連者》的《七拳聖》相似，但不同之處在於《七拳聖》無法變身成人類或戰士，而獸人可以。
- 本作的標誌繼《超獸戰隊生命人》後，睽違28年後再次採用動物石雕圖樣作為設計。
- 本作的初期主要巨大機器人是繼《大戰隊風鏡Ｖ》、《科學戰隊炸藥人》、《電擊戰隊變化人》、《超新星閃光人》、《地球戰隊五人組》[11]、《炎神戰隊轟音者》[12]和《獸電戰隊強龍者》[13]後，第八次初期五人戰隊但初期主要形態只需要三個機組合體。
- 本作繼《五星戰隊大連者》、《忍者戰隊隱連者》、《超力戰隊王連者》、《激走戰隊車連者》、《電磁戰隊百萬連者》、《未來戰隊時間連者》、《爆龍戰隊暴連者》、《魔法戰隊魔法連者》、《炎神戰隊轟音者》、《侍戰隊真劍者》、《特命戰隊Go Busters》和《手裏劍戰隊忍忍者》後再次出現由紅戰士專屬的戰鬥機器人。
- 本作繼《高速戰隊渦輪連者》及《爆龍戰隊暴連者》後，第三次出現一個地球兩個截然不同的世界。
- 本作繼《海賊戰隊豪快者》後，睽違5年後再次出現無司令設定的戰隊。
- 本作繼《獸電戰隊強龍者》後，睽違3年後再次出現編號0號戰士。
- 本作為戰隊史上首個非強化或延續歷代戰隊力量而有兩個型態的紅色戰士（鷹 ＆猩猩）。
- 本作於歸來篇中出現超級戰隊史上首位二位一體的戰士（由獸王鷹和獸王鷲合體成獸王神鷹）[14]。
- 本作合體以疊積木的方式呈現，因此少了以往複雜的變形。
- 本作首次出現為贖罪而戰鬥的戰士。

## 故事概要
誕生出許許多多生命的星球——地球 
大約有八百萬多種生物生存於地球，但目前已發現的大約只有170萬種而已。而這個星球上還是有許多未知的生物... 
新手的動物學者-風切大和在與地球相似的異世界「獸園地」迷路，並認識有著動物的臉人類的身體的4人「獸人」。
然而此時，人類世界遭到來自宇宙的罪犯集團「浩劫機關」襲擊！
不能容許！同樣以生活在地球為傲——這個所想，使他們先後覺醒成為「獸王者」。
不要小看這個星球！持有「王者資格」的人類與獸人，集合空、陸、海中動物的王者的夢幻隊伍，超級戰隊史上最強的動物英雄在此誕生!

## 登場角色

### 動物戰隊獸王者
除獸王世界以外的五名獸王者皆為王者資格的擁有者，除風切大和及門藤操之外其他4人皆為獸園地的居民---獸人。
後來因連接方塊遭到浩劫機關損壞而不能回到獸園地，同時因王者資格的力量下得以將面部變與人類相同，避免本來的獸人面貌引起人類的注意及驚慌。
雖然獸人可以變成人類容貌，但其尾巴依然會保留，所以敵人出現的時候尾巴會因而受到感應而僵直起來。
風切 大和／ 獸王（鷹／猩／鯨）
演：中尾暢樹／阿由葉朱凌（童年）
「蒼穹的王者」，新手動物學者，獸王者中的地球人類，故此他是其中一個無法憑自身能力感知敵人出沒的成員。因小時候曾離家出走意外摔傷而受到巴德幫助並且獲得王者資格魔方塊。目前寄宿於舅父森真理夫的家中。
初出場時以動物學者身份帶領人們進行生態旅遊，但因為身上的王者資格魔方塊意外掉落斜坡並意外進入獸園地，並得以與其他四名獸王者相遇。
由於自己希望保護地球上的生命而成功使用本來只得獸人才能使用的力量變成獸王鷹。
使用野性解放後可展開雙翼用作飛行及進行空戰。
起初對賽拉四人的不安份感到頭疼，後在一起尋找王者資格的過程中互相了解彼此下逐漸地習慣了。
第3話時覺醒鷹的視力，因此意外地找到方塊長頸鹿的獸王方塊。
第5話時因拉利給予獸人之力之故，而得以覺醒為密林的王者-獸王猩。變身方法為大喊「本能覺醒!」並揭開面罩，前方圖案亦變成猩猩圖案，上半身亦變得很健碩。第8話開始更可以隨時轉回獸王鷹型態，變身方法為大喊「本能覺醒!」並將面罩拉下，前方圖案亦變回鷹圖案，上半身亦變回一般身型。
第6話時因拉利給予獸人之力而衰老之事感到愧疚，但在拉利的開導之下得以放下。
第9話時被獸王者眾人詢問關於父母之事，似乎有些無法說出口，後來在真理夫的轉移之下眾人才不再去追問。
第11話時因鳥男的再次出現極為苦惱，但在與真理夫談話過後有了決定。
第16話時因真理夫被浩劫機關當成獸人誘拐走之時，極為焦躁不安。
第29話時因得到大王者的資格的承認，並透過在大王者的資格內凱特斯的獸人之力灌輸，成功地覺醒為王者中的王者-獸王鯨。
第30與邦葛雷還有浩劫機關三方進行方塊鯨爭奪戰，但卻遭到方塊鯨攻擊，後在第31話成功說服方塊鯨。
第48話時與吉涅斯最終決戰時因為地球之力的加成而跟門藤操一樣能夠發動野性大解放。這狀態是由獸王鷹的頭盔及翅膀、獸王猩的身材以及獸王鯨的戰衣所組成，故此能夠同時使用3種獸人之力作戰。
其他登場作品：2019年2月17日-3月10日電視特別節目《連續4週特別篇 超級戰隊最強對戰!!》
賽拉／ 獸王鯊
演：柳美稀
「怒濤的王者」，面貌為鯊魚的女性獸人，變為人類姿態時本來獸人狀態時頭上的頭箍改以頭箍髮型代替。
擁有敏銳的聽覺，因而第8話初次出戰時就算掩住耳朵仍然聽到敵人的魔音而失控。而且無法忍受雷歐的吼叫聲 。但因為擁有敏銳的聽覺，第九話才能聽到方塊鼴鼠的求救聲並且藉此突破惡夢香氣的無限循環陷阱。性格亦比較好勝，不願被他人有所小看。第12話得知其素描功力極佳，甚至幫忙大和畫出鳥男的人類型態素描畫。
使用野性解放後背部會長出背鰭，可潛入水後跳出並化為旋轉的飛刃一樣以背鰭斬擊敵人。
第4話在血腥遊戲的影響下被迫與雷歐進行對戰淘汰賽。
第9話時因想念在獸園地的家人而流淚，但在大和的鼓勵下於是寫信。
最終話時因地球與獸園地融合的關係，得以與家人再次相聚。
雷歐／ 獸王獅
演：南羽翔平
「草原的王者」，面貌為獅子的男性獸人。變為人類姿態時頭巾改為羊毛頭巾，而且髮型為金色長髮。
嗓門很大，一旦激動或者發火起來會夾雜很大的獅吼聲。脾氣不太好，很容易生氣，不過對他人其實也有熱情的一面。另外對待女性方面，他也有自我的一套美學，亦因此很愛泡妞。對於對女性動武無法接受，亦無法下手，因而被賽拉在之前的武鬥大會上誤會其沒有出盡全力對打。
使用野性解放後手部會變成大爪並能夠猛烈的抓傷敵人。
第4話在血腥遊戲的影響下被迫與賽拉進行對戰淘汰賽。
第8話時喜歡上搖滾樂，因而結交了熱愛音樂的青年平松大輔。
第13話時對因目擊到鳥男而來到森之工坊的五十嵐百合一見鍾情，但對方卻對他沒感覺。
第32話中了歐摩泰利雅表裏互換的招式,雖然外表變化但是個性未變化展現其表裏如一的個性
最終話時因地球與獸園地融合的關係，得以與家人再次相聚。
塔斯克／ 獸王象
演：渡邊劍
「森林的王者」，面貌為大象的男性獸人。變為人類姿態時頭上的帽子不會保留。
擁有極為敏銳的嗅覺，尤其對於納豆的味道更是無法忍受，第9話更因為如此成為吸收惡夢香氣最嚴重的中招者。頭腦非常聰明但性格比較冷酷，似乎對大和同為獸王者一事有點不滿，甚至表示不需要大和的幫助，但後來在大和的說服下，坦然接受大和。
使用野性解放後雙腿會變成粗壯的象腿，大力踏下時可造成強大的衝擊波震退敵人。
第4話為了尋找被抓的賽拉與雷歐而不得被迫去聞雷歐的臭襪子，卻被真理夫誤會。
第7話時對於不負責任的亞姆說教，使得對方敬而遠之。
第12話時為了更加了解人類世界的文化及歷史，在大和建議去圖書館去尋書，因拿反地圖走錯路，卻意外結識了古書店店主大岩源九郎。
最終話時因地球與獸園地融合的關係，得以與父親再次相聚，並向父親告知自己在地球這段時間的收獲。
亞姆／ 獸王虎
演：立石晴香
「雪地的王者」，面貌為白虎的女性獸人，活潑外向、天真又帶些小聰明。變為人類姿態時留著一頭俏麗短髮，喜愛與人打交道，在四位獸王者中最快融入人類世界的獸人。
身手非常敏捷，而且有很好的味覺，尤其是甜食方面，能夠在品嚐美食當下分析出食物的原料。
使用野性解放後手部跟獸王獅一樣會變成大爪，但攻擊方式為同時造成多重斬擊氣流造成傷害。
第3話時在公車上對大和說出做好融入人類世界的覺悟。
第7話時被庫巴爾當作實驗對象，利用注射器抽取並注入米巴內合體，後在塔斯克的幫助下奪回身體。
第14話時為了品嘗新的甜食而來到蛋糕店，卻意外結交了不破兄妹。
最終話時因地球與獸園地融合的關係，得以與母親再次相聚，並幫忙母親開店。
其他登場作品:《假面騎士×超級戰隊 超 超級英雄大戰》
門藤 操／ 獸王世界
演：國島直希
「世界的王者」，獸王者中第二名地球人類戰士，自小體弱多病，而且朋友不多，故此性格比較自卑，心靈亦很脆弱。因此被吉涅斯抓走以後以變得強大作為引誘而遭強制以鱷魚、野狼、犀牛三獸人的獸人之力注入體內，這亦是後來與獸王者對抗過的特級玩家 「世界」。擺脫控制以後因為曾經傷害大和等人，以及被接收了死去的三獸人的力量而感到罪惡跟懼怕，最後聽從犀牛獸人的意見帶著罪惡而戰鬥，成為獸王者的第六人戰士。基本顏色為黑色。第16話結尾時登場，第17話正式以變身姿態現身。
第16話登場之時，已遭鎖鏈囚禁，但隨後被吉涅斯強制以鱷魚、野狼、犀牛三獸人的獸人之力注入體內改造成為專屬於浩劫機關的黑暗英雄。擁有隨時轉變其他型態之能力，轉變方法先按下獸王照明器的按鈕，然後轉動中間的方塊到自己選擇的型態並大喊「本能覺醒!」，面罩會根據所選擇的型態而改變，但前方3個動物的圖案不會改變。於野狼型態時會變得非常敏捷，而且攻擊以槍擊為主。於鱷魚型態時會擁有更強大的肉搏戰鬥能力，而且攻擊以近戰為主。
第18話時與獸王者戰鬥中被大和帶離至山谷內對戰，在一番對決之後，仍然強勢地打倒大和，在欲解決大和之時，體內的獸王之力突然爆走，導致痛苦到解除變身。
第19話時被娜莉亞帶走，並被吉涅斯再次控制，之後對獸王者再次挑起戰鬥，後在大和的信任下，正式解除掉吉涅斯的控制，並對監督他的娜莉亞反擊，隨後在大和的問候下告知真實姓名。
第22話發現自己擁有尖銳的觸覺，亦以此力量成功找到浩劫機關的玩家所設置的偽裝炸彈。
第33話時得知因過去的糗事，而造成他對相撲產生陰影。
使用野性大解放後左手部跟獸王獅及獸王虎一樣會變成大爪，右手變成鱷魚尾巴，肩膀則追加了有角的肩甲加強防禦力。在這形態下可發動必殺技「世界衝鋒攻擊」
打敗浩劫機關以後與拉利致力推動人類與獸人之間的關係。
於歸來篇時參與了「地球王者決定戰」並嬴得比賽，唱名因而改為「地球的王者」，甚至與曾經對決過的白犀牛獸人莉莉安開展人類與獸人之間的戀情。
其他登場作品：《魯邦連者VS巡邏連者VS九連者》
巴德／ 獸王鳥
演：村上幸平
「天空的王者」，面貌為老鷹的男性獸人，人類姿態和獸人姿態基本沒有分別。
曾經救助過孩童時期的風切大和，並且給予他代表「王者資格」的神祕方塊。疑是「王者資格」擁有者。
第1話在獸王者與浩劫機關對戰時暗中帶走遺落的最後一枚王者資格。
第6話得知與拉利同樣情況，給予了孩提時期風切大和自身的獸人之力，使得壽命減少、身體老化。
第10話時以人類型態再次現身於獸王者面前。
第11話時與為了王者資格而追來的賽拉四人大打出手。後在獸王者消滅禮物時，再次地帶著王者資格消失無蹤。
第13話時得知似乎感應到方塊熊的蹤跡而現身在斧岩山，卻恰巧被參加登山團的五十嵐百合給目擊到。
第26話時利用王者資格找到方塊豹，卻意外地被拉利發現。
第37話再度出現並在大和危機時刻救了大和並且變成了獸王鳥。
第38話與大和聯手解決敵人後消失無蹤
第41話在找到方塊斑馬時遇到了艾札特，並對其全身都是方塊的外型產生了疑惑
第46話得知當初被追擊而受到箭傷，被開車經過的風切景幸拯救，之後為了報恩而將自身的獸人之力給予了大和。
打敗浩劫機關以後決定旅行並向風切景幸辭別。

### 獸人
拉利 Rally（ラリー）（石塚運昇聲+日下秀昭皮套演出／台灣配音：張至超）
第一人稱「ミー」，面貌為大猩猩的男性獸人學者，講話的口音混雜著英語及西班牙語，為了研究來到人類世界，但因王者資格失蹤而無法回去。
當初因受到警察槍傷手臂之故，對於同為人類的大和感到恐懼，但在看見大和友善地對待動物及奮不顧身對抗艾札特之下，將自身的獸人之力透過王者資格給予大和，卻使得自己壽命減少、身體老化。
第六話開導對其充滿愧疚的大和，並在獸王者消滅加布里歐後，出發至各處旅行，再次見識人類世界並尋找獸王方塊。
第二十六話時意外發現巴德。
第三十七話因尋找到遺落的方塊章魚，並且告知獸王者們。
第四十四話受巴德所託將艾札特的碎片快遞至大和等人。
打敗浩劫機關以後與門藤操致力推動人類與獸人之間的關係。
犀牛男（火山太田聲+草野伸介皮套演出／台灣配音：彭彥錚）
第一人稱是「俺」，遭到浩劫機關捕獲以及殺死的其中一名獸人，後被吉涅斯強制性地抽取體內的獸人之力給予門藤操。
在門藤操內心有困惑或者迷茫之時以冤魂形態於操的意識中登場，並指點門藤操帶著罪惡並以他們的力量贖罪並保護地球，亦因而停止了鱷魚男與野狼男的爭論。
後於歸來篇證實為白犀牛獸人莉莉安的暗戀對象，故此當她與擁有犀牛男之力的門藤操對決時從他身上感覺到一部分犀牛男的影子。
鱷魚男（鹿糠光明聲+大林勝皮套演出／台灣配音：余孟珂）
第一人稱是「俺」，和犀牛男一樣，遭到浩劫機關捕獲以及殺死，後被強制性地抽取體內的獸人之力給予門藤操。
也在門藤操內心有困惑或者迷茫之時以冤魂形態於操的意識中登場，並認可門藤操使用他們的力量並因此與野狼男發生爭論。
野狼男（高橋英則聲+蜂須賀祐一皮套演出／台灣配音：張至超）
第一人稱是「俺」，和犀牛男和鱷魚男一樣，遭到浩劫機關捕獲以及殺死，後被強制性地抽取體內的獸人之力給予門藤操。
也在門藤操內心有困惑或者迷茫之時以冤魂形態於操的意識中登場，並非常憎恨並表示會詛咒門藤操。
凱特斯 Ketas（ケタス）（長島茂聲／台灣配音：彭彥錚）
第一人稱「私」，面貌為鯨魚的男性獸人。古代獸人的大王，同時也是最初的獸王者「獸王鯨」，並以此力量封印當時身為宇宙破壞者的艾札特・雷加西並創造了獸大陸。
龜男（手塚秀彰聲）
面貌為烏龜的男性老年獸人。20年前，為了守護住獸園地的秘密而將誤闖的少年關入監獄囚禁。
貝魯魯（笹野鈴鈴音聲／台灣配音：李昀晴）
於《劇場版 動物戰隊獸王者 心跳不已 馬戲團恐慌！》登場，面貌為神鷹的獸人之子，後於歸來篇再次登場。
莉莉安 （釘宮理惠聲）
於歸來篇中登場，面貌為白犀牛的女性獸人，暗戀被吉涅斯殺死的犀牛男。
格鬥能力很高，因而成功晉級至「地球王者決定戰」決賽，其後與擁有犀牛男之力的門藤操發展為一對人類與獸人之間的戀人關係。

### 歷代戰隊成員
《海賊戰隊豪快者》
在宇宙尋寶途中來到了地球，卻意外碰上宇宙帝國殘虐的侵略，為了順利尋寶與殘虐戰鬥，並成為了地球的第35支超級戰隊。
船長・瑪貝拉斯 / 豪快紅（小澤亮太 飾／台灣配音：張至超）
第28話的開頭「Let's！動物猜謎」中亂入。本作為了尋找傳說中的寶物，再次回到地球。根據納比的提示，需先找到連接方塊，先和邦葛雷掏起了衝突，被隨後趕到的獸王者給碰上，雷歐卻在無意之間透露出他們跟連接方塊有關係，便要求雷歐等人帶路。到了毀壞的連接方塊前，從毀壞的方塊中找到了比王者的資格還要大的方塊「大王者的資格」，在隨後為了爭奪大王者的資格與獸王者及邦葛雷起了衝突。在連續的豪快變身之後，最後以噴射人的姿態帶著大王者的資格離開，然而大和卻緊追在後。與大和兩人在空中激戰後紛紛摔落地面，最後兩方紛紛受傷，大和感覺到瑪貝拉斯的種種行動後，對著瑪貝拉斯說出了「不像壞人」後，認可了大和的心意，也透了自己是超級戰隊，便將大王者的資格託付給大和，之後邦葛雷讀取了瑪貝拉斯的記憶，將歷代的敵方BOSS給實體化，在戰後再次搭乘著豪快帆船繼續去尋寶。
本作中使用了『赤連者』、『紅鷹』、『牙吠紅』、『激氣紅』、『Red Buster』的戰隊鑰匙
喬・基布肯 / 豪快藍（山田裕貴 飾／台灣配音：鈕凱暘）
第28話結尾與其他的成員與獸王者起衝突。隨後和其他成員一同前往獸王者的住所，並向獸王者解釋了超級戰隊的歷史。之後與馬貝拉斯會合後便與邦葛雷及被實體化的歷代的敵方BOSS展開戰鬥，在戰後再次搭乘著豪快帆船繼續去尋寶。
本作中使用了『火神鷲』、『Red Flash』、『青忍者』的戰隊鑰匙。
露卡・米爾菲 / 豪快黃（市道真央 飾／台灣配音：林筱玲）
第28話結尾與其他的成員與獸王者起衝突。隨後和其他成員一同前往獸王者的住所，並向獸王者解釋了超級戰隊的歷史，由於不喜歡男人隨便觸碰她的個性，在雷歐搭著她與艾姆的肩時，往雷歐身上出了一拳。之後與馬貝拉斯會合後便與邦葛雷及被實體化的歷代的敵方BOSS展開戰鬥，在戰後再次搭乘著豪快帆船繼續去尋寶。
本作中使用了『銀河紅』、『真劍紅』、『Yellow Buster』的戰隊鑰匙。
另外，市道真央隔年亦參與續作《宇宙戰隊九連者》，擔任天鷹粉紅-Raptor 283的聲優，同時也是首位非人類型態的粉紅色戰士
東・多格伊亞（博士） / 豪快綠（清水一希 飾／台灣配音：余孟珂）
第28話結尾與其他的成員與獸王者起衝突。隨後和其他成員一同前往獸王者的住所，並向獸王者解釋了超級戰隊的歷史。之後與馬貝拉斯會合後便與邦葛雷及被實體化的歷代的敵方BOSS展開戰鬥，但卻在戰鬥時與艾姆兩人在一旁清理武器，隨後被露卡叫去戰鬥，在戰後再次搭乘著豪快帆船繼續去尋寶。
本作中使用了『紅車手』、『護星紅』、『特急4號』的戰隊鑰匙。
艾姆·德·法蜜由 / 豪快粉紅（小池唯 飾／台灣配音：呂筱薇）
第28話結尾與其他的成員與獸王者起衝突。隨後和其他成員一同前往獸王者的住所，並向獸王者解釋了超級戰隊的歷史。之後與馬貝拉斯會合後便與邦葛雷及被實體化的歷代的敵方BOSS展開戰鬥，但卻在戰鬥時與博士兩人在一旁清理武器，隨後被露卡叫去戰鬥，在戰後再次搭乘著豪快帆船繼續去尋寶。
本作中使用了『魔法紅』、『激氣紅』、『強龍粉紅』的戰隊鑰匙。
伊狩 鎧 / 豪快銀（池田純矢 飾／台灣配音：李勇）
第28話，去向所有戰隊前輩和後輩借戰隊鑰匙，由於對超級戰隊的熱愛及熟悉，要找到前輩及後輩簡直易如反掌。在向特急者初期成員借鑰匙時是跪著拜託，同時在寶箱的鑰匙消失時知道馬貝拉斯開始變身了。隨後前去和其他的成員會面，並以「我們是你們『超級戰隊』的前輩」的話語，阻止其他成員與獸王者的衝突。隨後跟操並未一同回獸王者的住處，而是待在某個水池旁向操解釋了超級戰隊的歷史，並讓操看了歷代戰隊的戰隊鑰匙。之後與馬貝拉斯會合後便與邦葛雷及被實體化的歷代的敵方BOSS展開戰鬥，在戰後將借來的戰隊鑰匙再次歸還，並再次搭乘著豪快帆船繼續去尋寶。
本作中使用了『霸王龍連者』、『冒險紅』的戰隊鑰匙。
納比（CV：田村由香里／台灣配音：高嘉鎂）
鸚鵡型機器人，也是豪快者的導航器兼寵物。第28話中在操前往大和住的地方時給操碰上在天上飛。與馬貝拉斯目睹了大王者的資格映像後，在馬貝拉斯與獸王者和邦葛雷起衝突的時候，馬貝拉斯一句『之後你該知道怎麼做吧』便前去與其他豪快者見面，在結尾由艾姆抱著。第29話和其他成員一同前往獸王者的住所，在隨後豪快者與馬貝拉斯會合後便與邦葛雷及被實體化的歷代的敵方BOSS展開戰鬥時，被留在了獸王者的住處，在戰後卻被豪快者給遺忘，而被回到住處的真理夫見到，並對納比產生興趣，最後說了一句「オイラの行く末は3000回記念に!」。
《烈車戰隊特急者》
運用想像力與暗影怪人戰鬥，保護地球的第38支超級戰隊。第28話以原本小孩子的姿態登場。隨後將特急者的連者鑰匙借給了豪快者。
鈴樹来斗 （童年）
烈車戰隊特急者的特急1号
渡嘉敷晴 （童年）
烈車戰隊特急者的特急2号
夏目美緒 （童年）
烈車戰隊特急者的特急3号
野野村洸 （童年）
烈車戰隊特急者的特急4号
泉神樂 （童年）
烈車戰隊特急者的特急5号
赤紅（古谷徹 聲）
由歷代超級戰隊紅戰士隊長渴望和平的祈願中誕生的戰士，於《轟轟戰隊冒險者VS超級戰隊》中初次登場，而在《海賊戰隊豪快者》中為「赤紅海賊團」的船長，能在不使用戰隊鑰匙的情況下變身成歷代第一紅戰士，於特典映像『動物戰隊獸王者 超級動物大戰』再次登場，左胸的紋章從之前的「30th anniversary」、「35th anniversary」，換成了「40th anniversary」。
為了讓獸王者能成為稱職的超級戰隊，於是請《海賊戰隊豪快者》中前殘虐帝國的行動隊長傑拉西多來教導獸王者們超級戰隊的歷史。

### 其他角色
惠太（木村聖哉 飾／台灣配音：高嘉鎂）
大和所帶領參觀動物的學生團中的小學生，希望自己能像大和一樣成為動物學者。
後在浩劫機關來襲時，被從獸園地返回來的大和拯救。
天空寺尊（天空寺タケル） （西銘駿 飾／台灣配音：李勇）
《假面騎士Ghost》的變身者。
為了追擊修卡的殘黨，而出現在大和等人面前。
遊流仙（ユルセン）（CV：悠木碧／台灣配音：高嘉鎂）
輔助《假面騎士Ghost》的分身使魔。
平松大輔 （岩井拳士朗 飾／台灣配音：張至超）
與雷歐相遇的音樂家青年，極為熱愛音樂並自己創作歌曲。
因亞拜卡進行血腥遊戲之故，導致手受傷不能彈電吉他而灰心喪志。
後在展現獸人真面目的雷歐鼓勵下，忍著傷痛參加選秀比賽，但還是落選，卻意外地被音樂事務所的星探發掘。
於歸來篇再次登場。
大岩源九郎 （堀內正美 飾／台灣配音：張至超）
性格彆扭的古書店店主，不喜歡顧客只白看書而不買書，不斷以各種理由把人趕出書店。
因與看霸王書的顧客起爭執而摔傷手臂（事實上根本沒事），卻強迫阻止糾紛的塔斯克為書店店員作為醫藥費賠償。
後在塔斯克等人念童書給公園的小孩聽時，意外地瞧見塔斯克的獸人真面目，但事後幫忙隱秘。
並在大和四人被哈特納奪取語言時，幫他們把所比出的手勢，告知看不懂的塔斯克，但也被塔斯克知道假受傷的事。
最後在塔斯克結束幫忙時，告知他下次再來之時，肯定會賣書給他。
堀內正美曾參演2014年平成假面騎士第16作《假面騎士Drive》的真影壯一（惡路程式001 / 凍結惡路程式）。
五十嵐百合 （井上小百合（乃木坂46） 飾／台灣配音：高嘉鎂）
在斧岩山目擊鳥男身影的登山少女。
第一眼看到大和時極為親切，但也使雷歐一見鍾情。
初次帶領時因雷歐莽撞的行徑，連帶得陷入艾札特設的陷阱，最後在大和的幫助下脫離，並且由大和暫時護送下山。
後在獸王者打倒諾博利佐之後，再次帶領大和等人到目擊鳥男的現場。
在亞姆的提問下才得知，她第一眼對大和極為親切的原因是因為大和跟她所養的寵物鸚鵡長相的極為相似。
不破數宏 （長田成哉 飾／台灣配音：張至超）
於保全公司工作，並為了讓妹妹動手術而努力籌錢的青年，與妹妹真凜感情很好。
因幫妹妹買她最喜歡的蛋糕來到蛋糕店，卻恰巧遇見來蛋糕店品嘗新甜食的亞姆。
在多羅博茲的利用及蠱惑下，協助它拖延住獸王者以便他盜竊寶石來獲取能幫妹妹動手術的費用。
後在亞姆的勸說下懸崖勒馬，在獸王者打倒多羅博茲後，告知亞姆說努力工作賺取醫療費用並帶著多羅博茲竊取的現金去警局報案。
不破真凜 （白本彩奈 飾／台灣配音：高嘉鎂）
不破數宏的妹妹，因患難治療的病急需動手術。平常時都以輪椅代步。
因亞姆讓給她蛋糕而感謝，並邀請亞姆一同品嘗，卻因為多羅博茲的攪局而沒成。
在不知哥哥幫忙做壞事的情況下，而是以為他找新工作，有了動手術的費用而高興。
健斗 （加藤憲史郎 飾／台灣配音：高嘉鎂）
與父親因血腥遊戲而失散的男孩，後在賽拉的幫助下與父親再聚。
風切和歌子 （森脇英理子 飾／台灣配音：林筱玲）
大和的母親、真理夫的姐姐。在大和年幼之時因病過世。
林大地 （菅谷哲也 飾／台灣配音：李勇）
大和大學時的好友，邀請大和參加他的結婚典禮。
在與女友結衣結婚時遭到邦葛雷襲擊，但在獸王鷹的幫助下躲過，並透過獸王鷹說出的話推知其真實身份為好友大和，後在結尾時向大和感謝。
真美 （萱野優 飾／台灣配音：高嘉鎂）
因桑巴巴襲擊下被塔斯克拯救而喜歡上他的眼鏡少女，誤將亞姆視為戀愛的勁敵。
但在騷動結束後，卻反過來將亞姆當作她的王子殿下。
少年 （飛田光里 飾／台灣配音：林筱玲）
因誤闖獸園地受傷而被巴德拯救的少年，但隨後遭到獸人們的囚禁。
之後在巴德的幫助下得以逃亡，但卻因獸人的追捕失足摔落山崖而亡，也是巴德對獸人們相當不諒解的原因。
零 （岩永洋昭 飾／台灣配音：賴緯）
突然出現賽拉及亞姆面前的神祕男子，真面目為庫巴爾讀取路人記憶後所複製的複製人，事實上本人的職業為戀愛詐欺師。
原照庫巴爾的計畫欺騙賽拉的感情，但在與賽拉相處下改變主意並告訴賽拉真實身份，在賽拉遭到謝夫頓攻擊時，挺身替她擋下攻擊，但隨後遭謝夫頓擊飛。
最後給予庫巴爾忠告，但被庫巴爾給解除讀取後消失。
岩永洋昭曾參演2010年平成假面騎士第12作《假面騎士OOO》的假面騎士Birth的變身者伊達明。
純 （新井真悟 飾／台灣配音：高嘉鎂）
雷歐所遇見的被不良少年欺負勒索的少年。
風切景幸 （國廣富之 飾／台灣配音：張至超）
大和的父親，職業為醫生，與大和的關係非常差，所以多年來大和不太願意在其他人面前提起他。
後得知是因大和母親風切和歌子過世時，他卻沒來見最後一面，使得看著母親抱著遺憾過世的大和，對他無法諒解。
之後從巴德口中得知當年的真相，才使得父子倆的關係破冰融解。
最終話結尾時目送巴德離去。

## 浩劫機關（デスガリアン）
來自宇宙的罪犯（無法者）軍團，不斷地重複「血腥遊戲」這種以埋葬並折磨生物的競賽為樂。目前已摧毀99個星球，現在地球已成為他們所選擇的第100個侵略目標。
相對於獸王者一方以動物為象徵，浩劫機關一方則以無機物為其象徵。

### 首領
吉涅斯 Ginis（ジニス）（日：井上和彥聲+神尾直子皮套演出／台灣配音：李勇）
身高：288cm（巨大化：103.7m）
體重：389kg（巨大化：1400.4t）
對應機種：（サジタリアーク）
類型：黃鑽石（イエローダイヤモンド）
浩劫機關的BOSS，因喜歡玩弄生命，而舉辦「血腥遊戲」競賽並獎賞競賽的勝利者。
在他眼中不適合當血腥遊戲的競賽場地的星球，就會慘遭直接摧毀。
根據娜莉亞所講，其自身的細胞可植入金色「繼續硬幣」。被打敗的玩家可透過娜莉亞將金色「繼續硬幣」投入玩家的入幣口使其巨大化。
第五話時，當娜莉亞要準備使用繼續硬幣幫被獸王猩打倒的艾札特巨大化時，出口否決。
第七話時，不介意修卡成員的亂入，並認為如果能讓他滿意的話，他也能出手幫助修卡。
第十話時親自主導血腥遊戲。
第十六話時派遣玩家配合娜莉亞追捕獸人，並在結尾時製造出「世界」。
第十七話派遣世界加入血腥遊戲之中增加樂趣。
第十九話再次地控制了失控的世界，但最後世界卻因獸王者而脫離控制。
第二十話命令庫巴爾和艾札特兩位軍團長去回收「失敗的玩具」世界。
第三十一話指派娜莉亞駕駛禮物 Custom捕捉方塊鯨。
第四十八話以不想讓人同情及避免洩漏出自己真面目的理由將娜莉亞斬殺，同時破壞了獸王者的動物方塊，之後巨大化，最終死在狂野統率大帝的手下。
真・吉涅斯 Shin・Ginis（シン・ジニス）（井上和彥聲+日下秀昭皮套演出）
身高：222cm
體重：200kg
吉涅斯透過記憶晶片卡吸收地球的能量後所變化的全新姿態。
井上和彥曾於2011年擔任《呀〈KIBA〉～暗黑騎士鎧傳～》的風雲騎士波怒的聲演，之後在2022年擔任《假面騎士REVICE》的最終BOSS基夫的聲演。

### 秘書
娜莉亞 Naria（ナリア）（日：壽美菜子聲+蜂須賀祐一皮套演出／台灣配音：高嘉鎂）
身高：192cm（巨大化：38.4m）
體重：164kg（巨大化：328.0t）
對應機種：（ヌンチャクラッシャー）
類型：菱亞鉛鑛（スミソナイト）
吉涅斯的秘書，浩劫機關的女性幹部，負責將吉涅斯所持有的金色『繼續硬幣』投入「血腥遊戲」的失敗者的入幣口讓其巨大化繼續戰鬥。專用武器為雙節棍造型的雙槍。
第五話時，準備幫被打倒的艾札特巨大化時，遭吉涅斯否決。
第三十一話，在吉涅斯的指派下駕駛禮物 Custom捕捉方塊鯨。
第四十話結尾時跟蹤庫巴爾，因而揭穿其陰謀並發生戰鬥，但慘遭庫巴爾一槍爆頭並被綁架。
第四十一話，被庫巴爾利用讀取出複製吉涅斯、艾札特還有庫巴爾軍團成員，藉此欺騙吉涅斯和獸王者們上鉤。
第四十二話，被尋找遭到庫巴爾綁架並失蹤的操的塞拉及雷歐兩人救出，之後因吉涅斯德命令下不甘願的幫背叛者庫巴爾巨大化。
第四十七話，最後與庫巴爾同樣被狂野統率大帝給打倒，但於後得知存活下來。
第四十八話因忠心護主的關係而拖著重傷站在吉涅斯的面前對抗獸王者，但最終被吉涅斯以不想讓人同情及避免洩漏出自己真面目的理由遭到斬殺而亡。

### 軍團長
庫巴爾 Quval（クバル）（日：岩田光央聲+清家利一皮套演出／台灣配音：彭彥錚）
身高：205cm（巨大化：41.0m）
體重：194kg（巨大化：388.0t）
對應機種：（フェイスティッカー）、（スイッチュウシャー）、電流拳（ボルテックナックル）
類型：人工鑛物（人工鉱物）
浩劫機關的軍團長之一，運用頭腦的智慧類型，喜歡給予對手精神方面的痛苦。專用武器為可變為細劍的手槍。
事實上自己的母星也是血腥遊戲的犧牲品，因此暗中尋求機會解決吉涅斯。
第三話時指責艾札特搶先派出玩家進行血腥遊戲。
第四話時以他為主導的血腥遊戲讓吉涅斯感到滿意，但遭艾札特酸他未讓獸王者分出勝負。
第五話時諷刺艾札特所帶領的小隊無能，隊上的玩家居然未開始血腥遊戲就被獸王者攔截並失蹤。
第七話時利用亞姆作為自己的實驗對象。
第九話時以他為主導的血腥遊戲再次地獲得吉涅斯的讚賞。
第二十話遵照吉涅斯的命令去回收世界。
第二十四話時被邦葛雷讀取記憶，之後對邦葛雷懷恨在心。
第二十五話時為了滅口邦葛雷而擅自挑起決鬥，但是之後卻和邦葛雷達成協議合作。
第三十五話暗算奪去邦葛雷的右手。
第三十六話利用邦葛雷的右手來取代自己的右手。
第四十話為測試右手的效果而以獸王者為實驗對象。
第四十一話正式背叛吉涅斯，並為了對付吉涅斯甚至利用獸王者們，但在吉涅斯以強大力量的全新姿態反將一軍下落荒而逃。
第四十二話為乞求吉涅斯的原諒而由自己進行血腥遊戲，但卻遭獸王者們打倒，並在娜莉亞不甘願地幫他巨大化下擁有強大的力量，但娜莉亞為他投進5枚繼續硬幣，於變大後反倒感謝吉涅斯，但最後還是被狂野統率大帝給打倒。
艾札特 Azald（アザルド）（日：中田讓治聲+岡元次郎皮套演出／台灣配音：鈕凱暘）
身高：203cm（巨大化：73.1m）
體重：201kg（巨大化：723.6t）
對應機種：（アザルドナッター）
類型：螢石（フローライト）
浩劫機關的軍團長之一，崇尚武力的武鬥類型，喜歡給予對手肉體方面的痛苦。專用武器為大劍。全身被紫色的方塊覆蓋著，並擁有被打碎後自身還原的再生能力。
第三話時遭庫巴爾指責卻置之不理。
第四話時酸庫巴爾為主導的血腥遊戲不夠盡興。
第五話時因隊上的玩家加布里歐失蹤而生氣，然後獨自到地球襲擊獸王者，但後被覺醒成為獸王猩的大和打倒。
第六話時因自身的再生之力得以復活。
第九話時因庫巴魯受到吉涅斯的讚賞而不爽。
第二十話遵照吉涅斯的命令去回收世界。
第四十一話去尋找在地球上失蹤的娜莉亞和庫巴爾，結果意外遇到剛找到方塊斑馬的巴德，巴德對其全身都是方塊的造型產生了疑惑。
第四十二話中與巴德打起來，甚至被打毀部分身體，但在使用再生之力後恢復，卻還是遺落掉一塊身體部份。
第四十五話因與獸王者們對戰時被鯨魚變身炮打到暫時石化而恢復過去的記憶，而將吉涅斯附加在他身上的封印解除恢復原貌。
艾札特・雷加西 Azald・Legacy（アザルド・レガシー）
艾札特恢復記憶後解除身上封印的真實姿態，就是當年凱特斯所打敗過的宇宙破壞神，其核心的能力就是艾札特能夠擁有不死身的原因。
當時被凱特斯打敗以後被石化並打飛到宇宙，後來被吉涅斯發現並復活成最初期全身以紫色方塊所覆蓋的形態，更成為其麾下的軍團長。
後來遭到擊至粉碎並被大和準備以鯨魚變形槍摧毀其核心之時被娜莉婭投進了3枚繼續硬幣並完全巨大化。最後在4塊曾經被艾札特吸收過的獸王方塊的協助下以狂野统率大帝的絕招先打至粉身碎骨，最後由4名獸人以大和的鯨魚變形槍以及各自的野性解放能力將其核心完全摧毀。自稱擁有不死之身破壞神的艾札特就此成功被消滅，也完成了凱特斯以及方塊鯨的心願，甚至意味浩劫機關除了吉涅斯以及娜莉亞以外的幹部大多全軍覆沒。
傑克特 Jagged（ジャグド）（日：竹本英史聲+佐藤太輔皮套演出／台灣配音：高銘孝）
身高：208cm（巨大化：41.6m）
體重：187kg（巨大化：374.0t）
對應機種：蓄力衝擊加農炮（ステイブラスターカノン）
類型：輝銻礦（ステイブナイト）
浩劫機關的軍團長之一，個性殘忍，其左腕的「蓄力衝擊加農砲」可無止盡地連射強力光束，使得周圍陷入一片火海。
第一話侵略地球時即遭獸王者打倒，是超級戰隊最早被擊敗的敵方幹部。
在遭到獸王者打倒後，其隊上的兩名玩家為了代替他成為軍團長而自主地主導血腥遊戲。

### 軍團戰力
玩家（プレイヤー）
本作中的怪人，為「血腥遊戲」的競賽者，依照其所屬的軍團長命令行動。當敗亡之時則由娜莉婭使用「繼續硬幣」將其巨大化。初期巨大化的玩家被打敗後的台詞均為「Game Over」。(巨大化時娜莉婭的台詞為「這是從吉尼斯大人的細胞所抽取出來的力量，別讓這力量白費了，好好的再玩吧。」，接著玩家巨大化以後都會向娜莉婭道謝)
| 名字                            | 身高 （巨大化）             | 體重 （巨大化）              | 軍團長      | 對應機種                                                                                 | 類型                                    | 連續技                                                                 | 能力簡介 | 血腥遊戲                                                                                         | 出場話數                  |
| ------------------------------- | --------------------------- | ---------------------------- | ----------- | ---------------------------------------------------------------------------------------- | --------------------------------------- | ---------------------------------------------------------------------- | --- | ------------------------------------------------------------------------------------------------ | ------------------------- |
| 哈魯巴戈 ハルバゴイ             | 200cm （40.0m）             | 180kg （360.0t）             | Azald       | 矛杉槍 （ヤリスギッスピア）                                                              | 射擊 （シューティング）                 | （ヤリ降れー！）                                                       | 從暗雲中召喚無限槍雨的連續技；將手上的槍巨大化攻擊及使出斬擊波 | 利用槍雨破壞建築物使人類絕望                                                                     | 2、（26）                 |
| 波剛斯 ボウガンス               | 214cm （42.8m）             | 193kg （386.0t）             | Azald       | 槍弩 （ガンスボウ）                                                                      | 高速射擊 （ハイスピードシューティング） | （食らうでがんす！）                                                   | 邊跳躍邊超速箭矢連射的連續技；照準器般的眼睛鎖定目標發射光線 | 利用手弩爆破行駛的車輛使人類感到恐慌                                                             | 3、（28）                 |
| 阿米加魯德 アミガルド           | 196cm （39.2m）             | 176kg （352.0t）             | Quval       | 戰鬥斧 （ファイトマホーク）                                                              | 對戰型格鬥 （対戦型格闘）               | （コングラッチュレーション！）                                         | 投擲伸縮自在的網並電擊捕獲的連續技；手上的斧頭能發射將人變成桶子的光束或放出光束斧；頭部能發射閃電 | 捕獲關係很好的人類並強制進行對戰格鬥使其反目成仇；將失敗者變成桶子並丟棄在宇宙，讓勝利者感到愧疚 | 4、（24、34）、（41）     |
| 加布里歐 ガブリオ               | 192cm （38.4m）             | 190kg （380.0t）             | Azald       | 危機胃 （クライシストマック）                                                            | 貪食 （ドットイート）                   | （いただきまーす！）                                                   | 可將混凝土及敵人武器咬碎並吃光的連續技；擁有銳利牙齒的巨顎以及能容納各式各樣食物的胃；頭上的冠能發射光束刃 | 將高樓大廈胡亂吞食破壞                                                                           | 5-6、（30）               |
| 亞拜卡 ヤバイカー               | 204cm （40.8m）             | 184kg （368.0t）             | Azald       | 夜露死苦路道 （ヨロシクロッド）                                                          | 音樂遊戲 （音ゲー）                     | （パラリラノイズ） （パラリラノイズバージョン2）                       | 右肩上的擴音喇叭散發巨大聲音及使生物失去理性的連續技；針對耳機而改造後升級的完全連續技；雙腳的足輪可全速回轉於路上爆走狂飆 | 使用特殊噪音使聽到聲音的生物爆走，進而破壞其他物體及互相攻擊                                     | 8、（26）                 |
| 哈納亞達 ハナヤイダー           | 206cm （41.2m）             | 185kg （370.0t）             | Quval       | 汁液澆水器 （ジョースイジョーロ） 盆景護具 （プランタープロテクター）                    | 育成遊戲 （育成ゲーム）                 | （悪夢パフューム）                                                     | 兩肩的花可以散佈使人陷入沉睡的強力催眠花粉及陷入無止盡噩夢的連續技；手上的澆水器可以澆灑成長促進液使生物快速成長；召喚巨大盆具抵禦攻擊 | 培養食肉植物「カニバリブルボ」將一切生命吞噬                                                     | 9、（30）、（41）         |
| 哈特納 ハッテナー               | 42.0cm / 217cm （9.2m）     | 38.0kg / 195kg （83.6t）     | Quval       | 疑問斬碎 （クエスチョッパー） 虛假人偶身體 （ダミーバイオボディ）                        | 文字冒險 （テキストアドベンチャー）     | （ワードハンティング）                                                 | 特殊光線可吸取文字及封印語言的連續技；因為本體為帽子，而身體部分是虛假的人偶身體，即使受到攻擊也能再生；透過本體的侵占可奪取任何物體的控制權；使用筆型的巨大指示棒武器                                                                                  | 奪取文字及封印語言使人類陷入無法交流的恐慌                                                       | 12、（41）                |
| 諾博利佐 ノボリゾン             | 197cm （39.4m）             | 177kg （354.0t）             | Azald       | 突擊登山鍬 （アタックピッケル） 尖錐鑿岩機 （スイドリル）                                | 登山競賽 （クライミングゲーム）         | （吸い取れ吸い取れエネルギー）                                         | 登山至最高峰奪取土地的能源精華；尋找山峰中最適合地點及利用鑿岩機緩慢奪取土地能量的連續技；從登山鍬前端發射光線 | 將地球的植物消滅使其化為枯萎的原野                                                               | 13、（23）                |
| 多羅博茲 ドロボーズ             | 191cm （38.2m）             | 172kg （344.0t）             | Jagged      | 唐草偷竊套裝 （唐草ステルスーツ） 唐草捕獲器 （唐草キャッチャー）                        | 收集遊戲 （収集ゲーム）                 | （きゅいーん！）                                                       | 右手可以將物件吸入，並由左手放出的連續技；可以使用約三分鐘的隱身能力消除姿態與氣息；另外極擅長扯謊騙人 | 藉由搶奪金錢與珠寶破壞金融體系                                                                   | 14、（28）                |
| 漢塔基 ハンタジイ               | 195cm （39.0m）             | 176kg （352.0t）             | Jagged      | G-15來福槍 （G-15ライフル） 鬍鬚飛鏢 （ヒゲメラン）                                      | 狙擊射擊 （スナイパーシューティング）   | （楽しい狩りじゃ）                                                     | 可以在遠距離使用來福槍搭配特殊子彈射擊的連續技將目標變成人偶；配有中距離戰鬥用的飛鏢；肩部與腳部皆可發射子彈 | 在一天之內使一千人變成人偶                                                                       | 15、（24）                |
| 曼托爾 マントール               | 198cm （39.6m）             | 178kg （356.0t）             | Ginis Naria | 縮影披風 （フレータマント） 右腕之劍 （デスパーダ）                                      | 消物遊戲 （消し物ゲーム）               | （オーレッ！）                                                         | 可運用左手的披風瞬間移動及瞬移至敵人的死角範圍攻擊；華麗的戰鬥使敵人錯亂在以左手接觸對方並瞬間帶至其他位置的連續技。 | 協助娜莉亞捕獲獸人                                                                               | 16                        |
| 托蘭帕斯 トランパス             | 199cm （39.8m）             | 179kg （358.0t）             | Quval       | 神經衰弱撲克牌 （ジャッカード） 四選一爆炸箱 （オ4マイボックス） 花紋鐵扇 （トラセンス） | 遊戲牌 （トランプ）                     | （神経衰弱である） （ババ抜きである）                                  | 將遊戲牌卡貼在人類額頭上，貼有相同花色的人相遇會遭受電擊的連續技；巨大牌卡將一人封閉，並讓其夥伴從四張牌中不管選擇哪張都會爆炸的連續技；擁有攻擊力並且能卷起強力龍卷風的鐵扇；弱點為身上的心型標誌                                                      | 使用各式遊戲牌使人類陷入危機                                                                     | 17-18、（24、34）、（41） |
| 波林蓋恩 ボウリンゲン           | 201cm （40.2m）             | 181kg （362.0t）             | Azald       | 圓錐棒 （カコーンボウ）                                                                  | 保齡球遊戲 （ボウリングゲーム）         | （ゴロロローン、ストライク！）                                         | 使用腰帶發出的光將周圍的10個目標排列成正三角形，自身再變成球擊倒的連續技；使用保齡球瓶為武器 | 強制將人類化身為保齡球瓶然後變身成保齡球將其擊飛                                                 | 19-20                     |
| 普里茲納布魯 プリズナブル       | 202cm （40.4m）             | 182kg （364.0t）             | Azald       | 鋼鐵柵欄 （テツゴウシールド）                                                            | 逃脫遊戲 （脱出ゲーム）                 | （ぶち込んでやるぜ！）                                                 | 使用鏈球拘束對手，再讓對手沉入地底的連續技；使用能丟出去變成大型柵欄的鐵欄為武器；雙手能放出閃電 | 將獵物捕捉並關進幽暗封閉的地下監獄                                                               | 21                        |
| 伊魯吉翁 イルジオン             | 205cm （41.0m） → （47.2m） | 185kg （370.0t） → （3700t） | Quval       | 爆發拐杖 （ハゼロステッキ）                                                              | 爆彈行動 （爆弾アクション）             | （イルオンルジオン） （トラグランアングラン） （フージョンユージョン） | 將手杖所碰觸的東西變成炸彈的連續技；手杖能發射光束、製造干擾用幻覺、操縱所有變成炸彈的物體與讓自己身體變不見；持有能召喚戰鬥員梅巴或Triangler的披風；能夠彎取身體漂浮空中；巨大化後能和自己召喚出來的Triangler合體強化，合體後可從四肢召喚更多Triangler | 將無機物變化成會爆的炸彈                                                                         | 22、（30、34）、（41）    |
| 庫路薩 クルーザ                 | 197cm （39.4m）             | 168kg （336.0t）             | Azald       | 三連裝砲 （ウチマクラスター）                                                            | 海戰行動 （海戦アクション）             | （照準よーし・ドーン！）                                               | 由眼睛瞄準目標後用右肩的3連裝砲進行連續砲擊的連續技；右肩的3連裝砲能發射火球或煙霧彈；左肩能發射光束 | 使用強力的炮擊擊沉目標                                                                           | 23                        |
| 賈辛迦 ジャシンガー             | 196cm （39.2m）             | 167kg （334.0t）             | Quval       | 激快門 （ゲキシャッター） 三腳架鉤爪 （サンキャクロー）                                  | 拍照行為 （カメラアクション）           | （激写！）                                                             | 將所拍攝到的生物封印在相片裡的連續技；右肩為能照相的相機；使用能捲起強風的三腳架鉤爪為武器；在街上免費發放與自身連續技同能力的相機 | 將生物封印在照片中                                                                               | 25、（41）                |
| 歐摩泰利雅 オモテウリャー       | 194cm （38.8m）             | 175kg （350.0t）             | Quval       | 雙面人 （ツーフェイス）                                                                  | 反轉遊戲 （反転ゲーム）                 | （リバーシ！） （物理リバーシ！） （スーパーリバーシ！）               | 能將胸前以及背後發射的光束照射的生物之負面情緒增強的連續技；雙手為能發射反轉目標或使目標不停迴轉的光束的爪子 | 使人類心中負面情緒增強並且互相爭鬥                                                               | 32、（41）                |
| 斯莫托隆 スモートロン           | 203cm （40.6m）             | 183kg （366.0t）             | Azald       | 浩劫機關橫綱相撲腰帶 （デスガリアン横綱まわし） 八百長槍 （はっぴゃくながやり）          | 相撲 （相撲）                           | （どすこぉい！）                                                       | 能夠以自身為中心形成土俵，強迫土俵內的所有目標進行相撲比賽的連續技；能藉由在相撲比賽打倒對手而變強，被打敗的對手會一直不斷重複相撲選手的練習動作；使用能放出衝擊波的長槍為武器；右手能撒鹽；嘴巴能噴出毒霧                                              | 強制進行相撲比賽                                                                                 | 33                        |
| 桑巴巴 サンババ                 | 206cm （41.2m）             | 176kg （352.0t）             | Azald       | 梅巴舞者 （メーバダンサー）                                                              | 節奏動作 （リズムアクション）           | （レッツ、サンバ！）                                                   | 藉由跳森巴舞來讓周圍起火或製造具追蹤性的火球之連續技；雙手能使出斬擊；眼睛能發射衝擊波 | 藉由森巴舞使一切陷入火海                                                                         | 36                        |
| 沙葛伊魯兄弟 サグイルブラザーズ | 193cm （38.6m）             | 174kg （348.0t）             | Azald       | 同步繩 （シンクロープ） 群體刃 （グルーブレード）                                        | 跳繩遊戲 （縄跳びゲーム）               | （YO！YO！YO！YO！）                                                   | 使用同步繩逼人跳繩，將碰到繩子的人處以電擊之連續技；能夠自主分裂讓被打倒的兄弟復活；能夠玩雙人丟刀子或使用念力操作刀子；背部附有飛行用噴射器 | 利用同步繩逼人跳繩，並且故意使人絆倒並電擊                                                       | 37-38                     |
| 謝夫頓 シェフードン             | 194cm （38.8m）             | 184kg （368.0t）             | Quval       | 美食棍棒 （グルメイス）                                                                  | 料理遊戲 （料理ゲーム）                 | （スーパーカロリー！）                                                 | 使用美食棍棒作出佳餚，讓吃到的人身體腫成球狀之連續技；雙手能丟海苔炸彈；美食棍棒能放出帶電的美乃滋或胡椒煙霧 | 使人吃下美食後腫成球狀                                                                           | 39、（41）                |
| 奇魯曼齊 キルメンチ             | 198cm （39.6m）             | 187kg （374.0t）             | Azald       | 長袖特攻服 （チョーランボウ） 油亮飛機頭 （バッチリーゼント）                            | 喧嘩行為 （ケンカアクション）           | （いただくぜ！）                                                       | 將對手衣服脫掉奪取其尊嚴之連續技；使用木棒為武器；非常擅長空手格鬥 | 藉由脫掉人類衣物使其失去尊嚴                                                                     | 40                        |
| 嘎佧里傑 ガッカリゼ             | 199cm （39.8m）             | 170kg （340.0t）             | Azald       | 繪筆劍 （エフディッパー）                                                                | 描繪遊戲 （おえかきゲーム）             | （俺のスーパーアート）                                                 | 將自己所畫的畫實體化之連續技；以筆作劍攻擊 | 將地球染上自己的顏色                                                                             | 43                        |

### 軍團兵卒
戰鬥員米巴（戰鬥員メーバ）
本作中的雜兵，由吉涅斯所持有的銀色「米巴硬幣」中誕生，會依照軍團長的指示戰鬥。
除了地上部隊外，部分米巴背後會裝備噴射機作為空襲士兵。甚至會駕駛三角錐形的戰機協助進行巨大戰。

### 巨獸獵人（巨獣ハンター）
邦葛雷 Bangray（バングレイ）（神奈延年聲+草野伸介皮套演出／台灣配音：張至超）
身高：204cm（巨大化：73.4m）
體重：193kg（巨大化：694.8t）
對應機種：削鋒劍（バリブレイド）、宇宙消臭劑（宇宙消臭剤）
類型：獵捕行為（ハンティングアクション）
本身是名為了追求刺激而遊歷宇宙並狩獵不同奇珍異獸的獵人，目前已知所獵殺的獵物數量為99隻。使用武器為鐮刀及鐵錨、以及腹部上的火炮。
能夠藉著摸別人頭的動作讀取別人的記憶，甚至能將記憶中出現的人物強制召喚出來。
第二十三話首次登場，初登場時為第三勢力身份攻擊獸王者跟浩劫機關，於巨大戰開始時接受娜莉亞的邀請前往SagittariArk與吉涅斯會面，於該集結束時正式加入浩劫機關。
第二十四話利用自己的右手掌摸了庫巴爾的頭順便讀取其一部分的記憶。更是藉由強制召喚大和已過世的母親風切和歌子使大和再次陷入家人死在眼前的痛苦。
第二十五話離開浩劫機關，之後和對其懷恨在心的庫巴爾開打，卻以互相幫助另一方完成目標為原則達成合作。
第二十六話時藉由破壞大和的好友林大地的婚禮迫使大和手忙腳亂，但最後被大和化解。
第二十七話藉由招喚賽拉及塔斯克的複製體及在兩人正體和複製體上安裝特製炸彈來混亂獸王者的判斷。
第二十八話與回到地球的瑪貝拉斯因大王者的資格起了衝突，第二十九話更是透過瑪貝拉斯及鎧的記憶招喚過去的敵人來對付豪快者及獸王者。
第三十話為了捕獲方塊鯨而與獸王者還有浩劫機關發生爭奪戰，但隨後與獸王者同樣地遭到方塊鯨攻擊。
第三十一話被得到方塊鯨認同的大和以「海王槍矛」擊敗重傷。
第三十四話透過庫巴魯的記憶召喚出獸王者的複製體對付獸王者。
第三十五話綁架大和要求其他人拿方塊鯨來交換，但是卻被獸王者打敗以及被庫巴爾暗算奪去右手，利用自己的削鋒劍取代被斬斷的右手，最後吃下庫巴爾最後送他的繼續硬幣來巨大化後但還是被狂野統率大帝消滅。
於《機界戰隊全界者 THE MOVIE 赤色戰鬥！全戰隊大集會！！》中藉由「超級惡者惡徒」的力量在新世界作為歴代怪人登場，在「超級惡者惡徒」被全界者擊敗後，自身所處的世界跟著解放後，也跟著歴代怪人一同消失。

### 前作敵役
血祭慟哭（血祭ドウコク） 
《侍戰隊真劍者》中登場的敵役，外道眾之首領兼真劍者的最終敵人。
在邦葛雷讀取瑪貝拉斯的記憶後實體化出現，最後被豪快者消滅。
救星主之未來世紀（救星主のブラジラ） 
《天裝戰隊護星者》中登場的敵役，地球救星計劃之發動者兼護星者的最終敵人。
在邦葛雷讀取瑪貝拉斯的記憶後實體化出現，最後被獸王者消滅。
哥古多斯‧基爾（ゴクドス‧ギル） 
宇宙殘虐帝國歷代皇帝的邪惡意志集合體。
在邦葛雷讀取鎧的記憶後實體化出現，最後被狂野統率帝消滅。
闇特（エンター・ユナイト） 
《特命戰隊Go Busters》中登場的敵役，歪格拉斯之幹部兼Go-Buster的最終敵人。
在邦葛雷讀取瑪貝拉斯的記憶後實體化出現，最後被大和及瑪貝拉斯消滅。
艾思凱貝（エスケイプ・エボルブ） 
《特命戰隊Go Busters》中登場的敵役，歪格拉斯之幹部。
在邦葛雷讀取瑪貝拉斯的記憶後實體化出現，最後被大和及瑪貝拉斯消滅。
蝶絕神亡領（蝶絕神デーボス） 
《獸電戰隊強龍者》中登場的敵役，亡凌軍之首領兼強龍者的最終敵人。
在邦葛雷讀取瑪貝拉斯的記憶後實體化出現，最後被獸王者消滅。
闇黑皇帝Ｚ・真（闇の皇帝ゼット・真） 
《烈車戰隊特急者》中登場的敵役，暗影路線之首領兼特急者的最終敵人。
在邦葛雷讀取瑪貝拉斯的記憶後實體化出現，最後被豪快者消滅。

### 其他戰力
SagittariArk（サジタリアーク）
浩劫機關的行動基地，外觀造型呈現弓型的宇宙船。
最後被狂野統率大帝從外太空拉下至地球毀滅。
Triangler（トライアングラー）
浩劫機關的戰鬥機，外觀造型呈現三角錐。
殲滅機械‧禮物（殺戮マシーン·ギフト） （今井靖彦皮套演出）
身高：210cm ~ 50.4m
體重：567kg ~ 1134.0t
使用者：Ginis
對應機種：消融電磁炮（アブレーションレールガン）
類型：破壞行為（ぶつ壞しアクション）
為吉涅斯在侵略地球前所開發的殺戮兵器，擁有能一次將10顆行星消滅的能力，但被基尼斯以「這樣會使遊戲太無趣」的理由而長年封印。
與玩家不同之處在於不必使用繼續硬幣就能自行巨大化。
在吉涅斯主導血腥遊戲時，偽裝成解除開關，後在獸王者按下按鈕的同時，解除偽裝正式啟動。
起初戰鬥時，強大的力量使得獸王帝及獸王狂野無法抗敵，但因出載力量過度而暫時停止機能，而後再次啟動，卻因狂野獸王帝的登場逆轉情勢，最後在狂野獸王帝的必殺技攻擊下破壞殆盡。
改良型禮物（ギフトカスタム） （村岡弘之皮套演出）
身高：50.4m
體重：1190.7t
使用者：Ginis
對應機種：大型樁發射器（ビッグパイルランチャー） 、 12連導彈發射倉（12連ミサイルポッド）
類型：釣魚（フィッシング）
吉涅斯為捕捉方塊鯨所開發的禮物改良機型。不同於禮物的方面是體內增加操縱席，還有內裝可拆卸式的三角形記憶晶片卡，外觀追加新的專屬武器及綠色的線條。
由娜莉亞負責駕駛，主要地目的在於捕捉方塊鯨，因此擁有凌駕於狂野統裁帝的實力，最後被弩海王以必殺技攻擊打倒下，娜莉亞因吉涅斯的命令下撤退並帶走已記憶與方塊鯨（弩海王）交戰資料的三角形記憶晶片卡後，破壞殆盡。
量產型禮物（量産型ギフト） （村岡弘之皮套演出）
身高：210cm ~ 50.4m
體重：595kg ~ 1190.7t
使用者：Ginis
對應機種：大型樁發射器（ビッグパイルランチャー） 、 12連導彈發射倉（12連ミサイルポッド）
類型：MMO行為（MMOアクション）
吉涅斯為最後的血腥遊戲所大量生產的量產型殺戮兵器。
因追加自律式戰鬥系統下，無數的禮物部隊可使用連續技「命令·無限迴圈（コマンド・無限ループ）」無間斷的持續攻擊。
招潮蟹怪人（シオマネキング）（關智一聲+村岡弘之皮套演出）
修卡軍所殘存的怪人。

## 獸王者的裝備

### 初期成員裝備
獸王變身器 （ジュウオウチェンジャー，Zyuoh Changer）
魔術方塊造型的變身器，同時也是手機，依照轉換的圖像，共有「變身」、「召喚」、「合體」3種變換模式。
- 「變身」模式下，先按紅色按鈕並輸入自己的號碼，然後蓋起魔方塊並轉動至獸王者雕刻圖案後即可進行變身。音效為 「啊～啊～啊！！」。
- 「召喚」模式下，先按黃色按鈕並輸入自己的號碼，然後蓋起魔方塊並轉動至正方型圖案後即可召喚獸王方塊。音效為 「獸王方～塊！！」。
- 「合體」模式下，以跳火圈的方式來決定合體的參與者，然後由獸王鷹（獸王猩）按藍紅色按鈕並順序輸入參與合體的方塊動物代表數字，接著蓋起魔方塊並轉動至獸王帝頭部圖案後即可進行動物合體。音效為 「啊~啊~啊」。

獸王槍劍 （ジュウオウバスター，Zyuoh Buster）
獸王者所使用的武器，以兩塊方塊變換位置作為模式切換，共有紅方塊（鷹、鯊、獅浮雕圖案）在前的「劍模式」及藍方塊（象、虎浮雕圖案）在前的「銃模式」兩種模式可供轉換。
- 「劍模式」的音效為 「獸王裂～斷！！（ジュウオウスラ～ッシュ!!）」。
- 「銃模式」的音效為 「獸王擊～碎！！（ジュウオウシュ～ト!!）」。

飛鷹劍 （イーグライザー，Eagle Riser）
獸王鷹（獸王猩）、獸王鳥專用的劍型武器，劍刃部位可伸長如同鞭般攻擊敵人。
第十一話時由巴德當作武器與獸王者對戰。
攻擊技為『翔鷹螺旋斬』

### 獸王世界裝備
獸王之光（ジュウオウザライト，Zyuoh The Light）
手電筒造型的變身器，依照按鈕次數與方塊的轉動，共有「變身」、「召喚」、「合體」及「動物搜索」4種變換模式。 
- 「變身」模式，獸王世界進行變身。
- 「召喚」模式，召喚獸王方塊。
- 「合體」模式，進行動物合體。
- 「動物搜索」模式，搜索隱藏的獸王方塊。

獸王之槍（ジュウオウザガンロッド，Zyuoh The Gunrod）
獸王世界專用的個人武器，共有鱷魚型態所使用的「杖模式」、野狼型態所使用的「槍模式」及犀牛型態所使用的「釣竿模式」三種模式可供轉換。
- 「杖模式」的音效為 「獸王 The FINISH！（ジュウオウ ザ フィニーッシュ!）」。
- 「槍模式」的音效為 「獸王 The BUSTER！（ジュウオウ ザ バースト!）」。
- 「釣竿模式」的音效為「獸王 The CRASH！（ジュウオウ ザ クラーッシュ!）」。

### 獸王鯨裝備
鯨魚變形槍（ホエールチェンジガン，Zyuoh Change Gun）
獸王鯨專用的方塊造型變身銃，共有「方塊模式」及「武器模式」兩種模式可供轉換，另外擁有「變身」、「必殺技攻擊」、「召喚」、「變形」、「全合體」5種變換模式。
- 方塊模式

- 召喚
- 變形
- 全合體

- 武器模式

- 變身
- 必殺技攻擊

### 獸王鳥裝備
終极獸王變身器（ジュウオウチェンジャー ファイナル，Zyuoh Changer Final）
與獸王Changer造型相同的變身器，功能亦一樣，但不同的是變身器顏色為金色，而且按1字的音效為「Bird」。
不過由於巴德把自己的獸人之力交給大和的緣故，導致巴德每此變身都等同在壓榨自身的生命，因此每次變身都必須三思。

### 共通裝備
獸王方塊 （ジュウオウキューブ，Zyuoh Cube）
| 圖示編號 | 名稱                        | 簡介                                          | 首次登場話數                                    | 備註 |
| -------- | --------------------------- | --------------------------------------------- | ----------------------------------------------- | --- |
| 1        | 方塊鷹 Cube Eagle           | 寄宿老鷹的本能的獸王方塊。                    | 1                                               | 與方塊猩、方塊鯨的持有者皆為大和。                                                                             |
| 2        | 方塊鯊 Cube Shark           | 寄宿鯊魚的本能的獸王方塊。                    | 1                                               | |
| 3        | 方塊獅 Cube Lion            | 寄宿獅子的本能的獸王方塊。                    | 1                                               | |
| 4        | 方塊象 Cube Elephant        | 寄宿大象的本能的獸王方塊。                    | 1                                               | |
| 5        | 方塊虎 Cube Tiger           | 寄宿白虎的本能的獸王方塊。                    | 1                                               | |
| 6        | 方塊猩 Cube Gorilla         | 寄宿大猩猩的本能的獸王方塊。                  | 6                                               | 與方塊鷹、方塊鯨的持有者皆為大和。                                                                             |
| 7        | 方塊鱷 Cube Crocodile       | 寄宿鱷魚的本能的獸王方塊。                    | 18                                              | 與方塊狼、方塊犀牛的持有者皆為操。                                                                             |
| 8        | 方塊狼 Cube Wolf            | 寄宿野狼的本能的獸王方塊。                    | 18                                              | 與方塊鱷、方塊犀牛的持有者皆為操。                                                                             |
| 9        | 方塊犀牛 Cube Rhinos        | 寄宿犀牛的本能的獸王方塊。                    | 18                                              | 與方塊鱷、方塊狼的持有者皆為操。                                                                               |
| 0        | 方塊神鷲 Cube Condor        | 寄宿神鷲的本能的獸王方塊。                    | 《劇場版 動物戰隊獸王者 心跳不已 馬戲團恐慌！》 | 《劇場版 動物戰隊獸王者 心跳不已 馬戲團恐慌！》中登場。 於歸來篇中再次出現，並一度將大和與巴德合體成獸王神鷹。 |
| 10       | 方塊鯨 Cube whale           | 寄宿鯨魚的本能的獸王方塊。                    | 30                                              | 與方塊鷹、方塊猩的持有者皆為大和。                                                                             |
| !        | 方塊長頸鹿 Cube Kirin       | 寄宿長頸鹿的本能的獸王方塊。 可進行動物武裝。 | 3                                               | 遺落在人類世界的獸王方塊。 比數字編號的獸王方塊，相對地小一號。                                                |
| !        | 方塊鼴鼠 Cube Mogura        | 寄宿鼴鼠的本能的獸王方塊。 可進行動物武裝。   | 9                                               | 遺落在人類世界的獸王方塊。 比數字編號的獸王方塊，相對地小一號。                                                |
| !        | 方塊熊 Cube Kuma            | 寄宿熊的本能的獸王方塊。 可進行動物武裝。     | 13                                              | 遺落在人類世界的獸王方塊。 比數字編號的獸王方塊，相對地小一號。                                                |
| !        | 方塊貓熊 Cube Panda         | 寄宿貓熊的本能的獸王方塊。 可進行動物武裝。   | 19                                              | 由方塊熊變異而成的獸王方塊。 比數字編號的獸王方塊，相對地小一號。                                              |
| !        | 方塊蝙蝠 Cube Koumori       | 寄宿蝙蝠的本能的獸王方塊。 可進行動物武裝。   | 21                                              | 遺落在人類世界的獸王方塊。 比數字編號的獸王方塊，相對地小一號。                                                |
| !        | 方塊豹 Cube Hyou            | 寄宿豹的本能的獸王方塊。 可進行動物武裝。     | 26                                              | 遺落在人類世界的獸王方塊。 比數字編號的獸王方塊，相對地小一號。                                                |
| !        | 方塊斑馬 Cube Shimauma      | 寄宿斑馬的本能的獸王方塊。 可進行動物武裝。   | 41                                              | 遺落在人類世界的獸王方塊。 比數字編號的獸王方塊，相對地小一號。                                                |
| !        | 方塊鴨嘴獸 Cube Kamonohashi | 寄宿鴨嘴獸的本能的獸王方塊。 可進行動物武裝。 | 41                                              | 遺落在人類世界的獸王方塊。 比數字編號的獸王方塊，相對地小一號。                                                |
| !        | 方塊貓頭鷹 Cube Fukurou     | 寄宿貓頭鷹的本能的獸王方塊。 可進行動物武裝。 | 41                                              | 遺落在人類世界的獸王方塊。 比數字編號的獸王方塊，相對地小一號。                                                |
| ?        | 方塊章魚 Cube Octopus       | 寄宿章魚的本能的獸王方塊。 可進行超動物武裝。 | 37                                              | 遺落在人類世界的獸王方塊。 不同於其他「!」圖示的獸王方塊，是以「?」為圖示，也相對地體積較大。                  |

## 獸王機組

### 獸王方塊 （ジュウオウキューブ，Zyuoh Cube）

#### 方塊鷹（キューブイーグル，Cube Eagle）
【基本資料】
| 方塊鷹性能設定 | 方塊鷹性能設定 | 方塊鷹性能設定 | 方塊鷹性能設定 | 方塊鷹性能設定 | 方塊鷹性能設定 | 方塊模式 | 方塊模式 | 方塊模式 |
| 全高           | 全幅           | 全長           | 重量           | 時速           | 馬力           | 長       | 寬       | 高       |
| -------------- | -------------- | -------------- | -------------- | -------------- | -------------- | -------- | -------- | -------- |
| 12.5m          | 39.5m          | 24.0m          | 600t           | 1馬赫          | 500萬馬力      | 13.0m    | 13.0m    | 13.0m    |

獸王鷹的搭檔，鷹造型的機械獸。
擁有高速的飛行能力並以頭部的激光炮擊落空中的敵人。

#### 方塊鯊（キューブシヤーク，Cube Shark）
【基本資料】
| 方塊鯊性能設定 | 方塊鯊性能設定 | 方塊鯊性能設定 | 方塊鯊性能設定 | 方塊鯊性能設定 | 方塊鯊性能設定 | 方塊模式 | 方塊模式 | 方塊模式 |
| 全高           | 全幅           | 全長           | 重量           | 時速           | 馬力           | 長       | 寬       | 高       |
| -------------- | -------------- | -------------- | -------------- | -------------- | -------------- | -------- | -------- | -------- |
| 17.5m          | 13.0m          | 30.0m          | 600t           | 200節          | 500萬馬力      | 13.0m    | 13.0m    | 13.0m    |

獸王鯊的搭檔，鯊魚造型的機械獸。
攻擊方式多以衝撞等肉搏方式為主。

#### 方塊獅（キューブライオン，Cube Lion）
【基本資料】
| 方塊獅性能設定 | 方塊獅性能設定 | 方塊獅性能設定 | 方塊獅性能設定 | 方塊獅性能設定 | 方塊獅性能設定 | 方塊模式 | 方塊模式 | 方塊模式 |
| 全高           | 全幅           | 全長           | 重量           | 時速           | 馬力           | 長       | 寬       | 高       |
| -------------- | -------------- | -------------- | -------------- | -------------- | -------------- | -------- | -------- | -------- |
| 20.0m          | 13.0m          | 22.5m          | 600t           | 400km/h        | 500萬馬力      | 13.0m    | 13.0m    | 13.0m    |

獸王獅的搭檔，獅子造型的機械獸。
口部可發射強大的激光攻擊敵人，不論空中或者地上的敵人皆為有效。

#### 方塊象（キューブエレファント，Cube Elephant）
【基本資料】
| 方塊象性能設定 | 方塊象性能設定 | 方塊象性能設定 | 方塊象性能設定 | 方塊象性能設定 | 方塊象性能設定 | 方塊模式 | 方塊模式 | 方塊模式 |
| 全高           | 全幅           | 全長           | 重量           | 時速           | 馬力           | 長       | 寬       | 高       |
| -------------- | -------------- | -------------- | -------------- | -------------- | -------------- | -------- | -------- | -------- |
| 15.5m          | 18.5m          | 29.5m          | 600t           | 400km/h        | 500萬馬力      | 13.0m    | 13.0m    | 13.0m    |

獸王象的搭檔，大象造型的機械獸。
象鼻部分可有如滅火器一樣噴出大量滅火氣體以撲滅火災，尤以撲救森林大火及山火最為有效。

#### 方塊虎（キューブタイガー，Cube Tiger）
【基本資料】
| 方塊虎性能設定 | 方塊虎性能設定 | 方塊虎性能設定 | 方塊虎性能設定 | 方塊虎性能設定 | 方塊虎性能設定 | 方塊模式 | 方塊模式 | 方塊模式 |
| 全高           | 全幅           | 全長           | 重量           | 時速           | 馬力           | 長       | 寬       | 高       |
| -------------- | -------------- | -------------- | -------------- | -------------- | -------------- | -------- | -------- | -------- |
| 18.0m          | 13.0m          | 33.0m          | 600t           | 500km/h        | 500萬馬力      | 13.0m    | 13.0m    | 13.0m    |

獸王虎的搭檔，白虎造型的機械獸。
爪部可當投石機一樣投出多重的氣流波攻擊敵人，目標大多為空中敵人為主。

#### 方塊猩[43]（キューブゴリラ，Cube Gorilla）
【基本資料】
| 方塊猩性能設定 | 方塊猩性能設定 | 方塊猩性能設定 | 方塊猩性能設定 | 方塊猩性能設定 | 方塊猩性能設定 | 方塊模式 | 方塊模式 | 方塊模式 |
| 全高           | 全幅           | 全長           | 重量           | 時速           | 馬力           | 長       | 寬       | 高       |
| -------------- | -------------- | -------------- | -------------- | -------------- | -------------- | -------- | -------- | -------- |
| 26.0m          | 26.0m          | 33.0m          | 800t           | 350km/h        | 700萬馬力      | 13.0m    | 13.0m    | 13.0m    |

獸王猩的搭檔，大猩猩造型的機械獸。
使用肩膀上所揹負的「巨大狂野加農炮」炮擊敵人。

#### 方塊鱷（キューブクロコダイル，Cube Crocodile）
【基本資料】
| 方塊鱷性能設定 | 方塊鱷性能設定 | 方塊鱷性能設定 | 方塊鱷性能設定 | 方塊鱷性能設定 | 方塊鱷性能設定 | 方塊模式 | 方塊模式 | 方塊模式 |
| 全高           | 全幅           | 全長           | 重量           | 時速           | 馬力           | 長       | 寬       | 高       |
| -------------- | -------------- | -------------- | -------------- | -------------- | -------------- | -------- | -------- | -------- |
| 13.0m          | 13.0m          | 37.5m          | 600t           | 450km/h        | 500萬馬力      | 13.0m    | 13.0m    | 13.0m    |

獸王世界的搭檔，鱷魚造型的機械獸。
大多會以方塊姿態搭載於方塊犀牛的前半部貨斗出場。口部可發射光束炮，或者直接將敵人吞噬。

#### 方塊狼（キューブウルフ，Cube Wolf）
【基本資料】
| 方塊狼性能設定 | 方塊狼性能設定 | 方塊狼性能設定 | 方塊狼性能設定 | 方塊狼性能設定 | 方塊狼性能設定 | 方塊模式 | 方塊模式 | 方塊模式 |
| 全高           | 全幅           | 全長           | 重量           | 時速           | 馬力           | 長       | 寬       | 高       |
| -------------- | -------------- | -------------- | -------------- | -------------- | -------------- | -------- | -------- | -------- |
| 15.0m          | 20.0m          | 32.0m          | 600t           | 550km/h        | 500萬馬力      | 13.0m    | 13.0m    | 13.0m    |

獸王世界的搭檔，野狼造型的機械獸。
大多會以方塊姿態搭載於方塊犀牛的後半部貨斗出場。口部可發射音波炮。

#### 方塊犀牛（キューブライノス，Cube Rhinos）
【基本資料】
| 方塊犀性能設定 | 方塊犀性能設定 | 方塊犀性能設定 | 方塊犀性能設定 | 方塊犀性能設定 | 方塊犀性能設定 |
| 全高           | 全幅           | 全長           | 重量           | 時速           | 馬力           |
| -------------- | -------------- | -------------- | -------------- | -------------- | -------------- |
| 21.5m          | 28.0m          | 100.5m         | 2800t          | 500km/h        | 2300萬馬力     |

獸王世界的搭檔，犀牛造型的機械獸。
不同於其他的獸王方塊，方塊犀牛並無方塊模式，但如同「拖車」的外觀，可輸送其他獸王方塊。

#### 方塊神鷺（キューブコンドル，Cube Condor）
【基本資料】
| 方塊神鷺性能設定 | 方塊神鷺性能設定 | 方塊神鷺性能設定 | 方塊神鷺性能設定 | 方塊神鷺性能設定 | 方塊神鷺性能設定 | 方塊模式 | 方塊模式 | 方塊模式 |
| 全高             | 全幅             | 全長             | 重量             | 時速             | 馬力             | 長       | 寬       | 高       |
| ---------------- | ---------------- | ---------------- | ---------------- | ---------------- | ---------------- | -------- | -------- | -------- |
| 13.0m            | 35.5m            | 34.5m            | 800t             | 馬赫1            | 700萬馬力        | 13.0m    | 13.0m    | 13.0m    |

獸王神鷹的機組，神鷺造型的機械獸。

#### 方塊鯨（キューブホエール，Cube Whale）
【基本資料】
| 方塊鯨性能設定 | 方塊鯨性能設定 | 方塊鯨性能設定 | 方塊鯨性能設定 | 方塊鯨性能設定 | 方塊鯨性能設定 | 方塊模式 | 方塊模式 | 方塊模式 |
| 全高           | 全幅           | 全長           | 重量           | 時速           | 馬力           | 長       | 寬       | 高       |
| -------------- | -------------- | -------------- | -------------- | -------------- | -------------- | -------- | -------- | -------- |
| 44.5m          | 45.0m          | 64.0m          | 5700t          | 300節          | 4900萬馬力     | 41.5m    | 48.0m    | 29.5m    |

獸王鯨的搭檔，鯨魚造型的機械獸。
在太古時代因地球的能量孕育下誕生，也因此在宇宙中有著「傳說的巨獸」之稱。

### 獸王方塊武器 （ジュウオウキューブウエポン，Zyuoh Cube Weapon）

#### 方塊長頸鹿（キューブキリン，Cube Kirin）
【基本資料】
| 方塊長頸鹿性能設定 | 方塊長頸鹿性能設定 | 方塊長頸鹿性能設定 | 方塊長頸鹿性能設定 | 方塊長頸鹿性能設定 | 方塊長頸鹿性能設定 | 方塊模式 | 方塊模式 | 方塊模式 |
| 全高               | 全幅               | 全長               | 重量               | 時速               | 馬力               | 長       | 寬       | 高       |
| ------------------ | ------------------ | ------------------ | ------------------ | ------------------ | ------------------ | -------- | -------- | -------- |
| 24.5m              | 4.5m               | 12.5m              | 200t               | 400km/h            | 150萬馬力          | 9.0m     | 9.0m     | 9.0m     |

長頸鹿造型的機械獸，可變形為火箭筒型的武器。
頭部可瞬間伸長突擊，達到超越距離的攻擊。

#### 方塊鼴鼠（キューブモグラ，Cube Mogura）
【基本資料】
| 方塊鼴鼠性能設定 | 方塊鼴鼠性能設定 | 方塊鼴鼠性能設定 | 方塊鼴鼠性能設定 | 方塊鼴鼠性能設定 | 方塊鼴鼠性能設定 | 方塊模式 | 方塊模式 | 方塊模式 |
| 全高             | 全幅             | 全長             | 重量             | 時速             | 馬力             | 長       | 寬       | 高       |
| ---------------- | ---------------- | ---------------- | ---------------- | ---------------- | ---------------- | -------- | -------- | -------- |
| 9.0m             | 4.5m             | 25.0m            | 200t             | 380km/h          | 150萬馬力        | 9.0m     | 9.0m     | 9.0m     |

鼴鼠造型的機械獸，可變形為鑽頭型的武器。
嘴部的尖鑽高速迴轉下可進行突進攻擊，甚至可突破堅厚的岩盤。

#### 方塊熊（キューブクマ，Cube Kuma）
【基本資料】
| 方塊熊性能設定 | 方塊熊性能設定 | 方塊熊性能設定 | 方塊熊性能設定 | 方塊熊性能設定 | 方塊熊性能設定 | 方塊模式 | 方塊模式 | 方塊模式 |
| 全高           | 全幅           | 全長           | 重量           | 時速           | 馬力           | 長       | 寬       | 高       |
| -------------- | -------------- | -------------- | -------------- | -------------- | -------------- | -------- | -------- | -------- |
| 9.0m           | 4.5m           | 18.0m          | 200t           | 350km/h        | 150萬馬力      | 9.0m     | 9.0m     | 9.0m     |

熊造型的機械獸，可變形為斧頭型的武器。
運用強壯的身軀撞擊敵人及利用離心力高空旋轉化解敵人的攻擊。

#### 方塊貓熊（キューブパンダ，Cube Panda）
【基本資料】
| 方塊貓熊性能設定 | 方塊貓熊性能設定 | 方塊貓熊性能設定 | 方塊貓熊性能設定 | 方塊貓熊性能設定 | 方塊貓熊性能設定 | 方塊模式 | 方塊模式 | 方塊模式 |
| 全高             | 全幅             | 全長             | 重量             | 時速             | 馬力             | 長       | 寬       | 高       |
| ---------------- | ---------------- | ---------------- | ---------------- | ---------------- | ---------------- | -------- | -------- | -------- |
| 9.0m             | 4.5m             | 18.0m            | 200t             | 380km/h          | 150萬馬力        | 9.0m     | 9.0m     | 9.0m     |

貓熊造型的機械獸，由方塊熊變化而成，可變形為斧頭型的武器。

#### 方塊蝙蝠（キューブコウモリ，Cube Koumori）
【基本資料】
| 方塊蝙蝠性能設定 | 方塊蝙蝠性能設定 | 方塊蝙蝠性能設定 | 方塊蝙蝠性能設定 | 方塊蝙蝠性能設定 | 方塊蝙蝠性能設定 | 方塊模式 | 方塊模式 | 方塊模式 |
| 全高             | 全幅             | 全長             | 重量             | 時速             | 馬力             | 長       | 寬       | 高       |
| ---------------- | ---------------- | ---------------- | ---------------- | ---------------- | ---------------- | -------- | -------- | -------- |
| 9.0m             | 32.0mm           | 8.5m             | 200t             | 700km/h          | 150萬馬力        | 9.0m     | 9.0m     | 9.0m     |

蝙蝠造型的機械獸，可變形為回力鏢型的武器。

#### 方塊斑馬（キューブシマウマ，Cube Shimauma）
【基本資料】
| 方塊斑馬性能設定 | 方塊斑馬性能設定 | 方塊斑馬性能設定 | 方塊斑馬性能設定 | 方塊斑馬性能設定 | 方塊斑馬性能設定 | 方塊模式 | 方塊模式 | 方塊模式 |
| 全高             | 全幅             | 全長             | 重量             | 時速             | 馬力             | 長       | 寬       | 高       |
| ---------------- | ---------------- | ---------------- | ---------------- | ---------------- | ---------------- | -------- | -------- | -------- |
| 24.5m            | 4.5m             | 12.5m            | 200t             | 450km/h          | 150萬馬力        | 9.0m     | 9.0m     | 9.0m     |

斑馬造型的機械獸，可變形為發射器型的武器。

#### 方塊鴨嘴獸（キューブカモノハシ，Cube Kamonohashi）
【基本資料】
| 方塊鴨嘴獸性能設定 | 方塊鴨嘴獸性能設定 | 方塊鴨嘴獸性能設定 | 方塊鴨嘴獸性能設定 | 方塊鴨嘴獸性能設定 | 方塊鴨嘴獸性能設定 | 方塊模式 | 方塊模式 | 方塊模式 |
| 全高               | 全幅               | 全長               | 重量               | 時速               | 馬力               | 長       | 寬       | 高       |
| ------------------ | ------------------ | ------------------ | ------------------ | ------------------ | ------------------ | -------- | -------- | -------- |
| 9.0m               | 4.5m               | 23.5m              | 200t               | 350km/h            | 150萬馬力          | 9.0m     | 9.0m     | 9.0m     |

鴨嘴獸造型的機械獸，可變形為雷射型的武器。

#### 方塊豹（キューブヒョウ，Cube Kyou）
【基本資料】
| 方塊豹性能設定 | 方塊豹性能設定 | 方塊豹性能設定 | 方塊豹性能設定 | 方塊豹性能設定 | 方塊豹性能設定 | 方塊模式 | 方塊模式 | 方塊模式 |
| 全高           | 全幅           | 全長           | 重量           | 時速           | 馬力           | 長       | 寬       | 高       |
| -------------- | -------------- | -------------- | -------------- | -------------- | -------------- | -------- | -------- | -------- |
| 9.0m           | 4.5m           | 18.0m          | 200t           | 500km/h        | 150萬馬力      | 9.0m     | 9.0m     | 9.0m     |

花豹造型的機械獸，可變形為鎚子型的武器。於第26集結尾時被巴德尋回。

#### 方塊貓頭鷹（キューブフクロウ，Cube Fukurou）
【基本資料】
| 方塊貓頭鷹性能設定 | 方塊貓頭鷹性能設定 | 方塊貓頭鷹性能設定 | 方塊貓頭鷹性能設定 | 方塊貓頭鷹性能設定 | 方塊貓頭鷹性能設定 | 方塊模式 | 方塊模式 | 方塊模式 |
| 全高               | 全幅               | 全長               | 重量               | 時速               | 馬力               | 長       | 寬       | 高       |
| ------------------ | ------------------ | ------------------ | ------------------ | ------------------ | ------------------ | -------- | -------- | -------- |
| 9.0m               | 32.0m              | 9.0m               | 200t               | 600km/h            | 150萬馬力          | 9.0m     | 9.0m     | 9.0m     |

貓頭鷹造型的機械獸，可變形為切割器型的武器。

#### 方塊章魚（キューブオクトパス，Cube Octopus）
【基本資料】
| 方塊章魚性能設定 | 方塊章魚性能設定 | 方塊章魚性能設定 | 方塊章魚性能設定 | 方塊章魚性能設定 | 方塊章魚性能設定 | 方塊模式 | 方塊模式 | 方塊模式 |
| 全高             | 全幅             | 全長             | 重量             | 時速             | 馬力             | 長       | 寬       | 高       |
| ---------------- | ---------------- | ---------------- | ---------------- | ---------------- | ---------------- | -------- | -------- | -------- |
| 22.5m            | 36.0m            | 36.0m            | 600t             | 150節            | 500萬馬力        | 13.0m    | 13.0m    | 13.0m    |

章魚造型的機械獸

## 動物合體

### 獸王帝1 · 2 · 3（ジュウオウキング1 · 2 · 3，Zyuoh King1 · 2 · 3）
【基本資料】
| 機體高度 | 機體寬度 | 機體厚度 | 機體重量 | 機體航速 | 機組力量輸出 |
| -------- | -------- | -------- | -------- | -------- | ------------ |
| 45.5m    | 26.0m    | 15.0m    | 2000t    | 500km/h  | 1700萬馬力   |

由方塊鷹、方塊鯊、方塊獅合體的巨大機器人，為兼具鷹的速度、鯊的柔軟性、獅的攻擊力的全能型態。（初次合體：第一話）
合體時方塊鷹、方塊鯊、方塊獅先跳過火圈，並由獸王鷹發動動物合體後3隻方塊動物會變成魔方塊姿態並以方塊獅、方塊鯊、方塊鷹的順序堆疊並插入插入帝王劍（頭部）後變身而成。武器為從頭上拔出來的長劍「帝王劍」（KingSword），必殺技為一刀兩斷的「帝王劍・獸王斬」。
合體音效為「3！2！1！獸王帝！！（サン！ニィ！イチ！ジュウオウキング!!）」。

### 獸王帝-型態轉換

#### 獸王帝1 · 5 · 4（ジュウオウキング1 · 5 · 4，Zyuoh King 1st Mode）
【基本資料】
| 機體高度 | 機體寬度 | 機體厚度 | 機體重量 | 機體航速 | 機組力量輸出 |
| -------- | -------- | -------- | -------- | -------- | ------------ |
| 45.5m    | 26.0m    | 15.0m    | 2000t    | 500km/h  | 1700萬馬力   |

由方塊鷹、方塊虎、方塊象合體的巨大機器人，為兼具鷹的速度、虎的敏捷、象的力量的踢擊鬥士型態。（初次合體：第二話）
合體時方塊鷹、方塊虎、方塊象先跳過火圈，並由獸王鷹發動動物合體後3隻方塊動物會變成魔方塊姿態並以方塊象、方塊虎、方塊鷹的順序堆疊並插入插入帝王劍（頭部）後變身而成。有集合速度及力量一體的「象踢」及巨大虎爪為主的銳利蹴擊「虎踢」，必殺技為強力蹴擊的「獸王百萬噸踢擊」。
合體音效為「4！5！1！獸王帝！！（ヨン！ゴォ！イチ！ジュウオウキング!!）」。

#### 獸王帝1 · 2 · 4（ジュウオウキング1 · 2 · 4，Zyuoh King 2nd Mode）
【基本資料】
| 機體高度 | 機體寬度 | 機體厚度 | 機體重量 | 機體航速 | 機組力量輸出 |
| -------- | -------- | -------- | -------- | -------- | ------------ |
|          |          |          |          |          |              |

由方塊鷹、方塊鯊、方塊象合體的巨大機器人。以重壓為攻擊手段的型態。為劇場版中登場的型態。

#### 獸王帝1 · 5 · 3（ジュウオウキング1 · 5 · 3，Zyuoh King 3rd Mode）
【基本資料】
| 機體高度 | 機體寬度 | 機體厚度 | 機體重量 | 機體航速 | 機組力量輸出 |
| -------- | -------- | -------- | -------- | -------- | ------------ |
|          |          |          |          |          |              |

由方塊鷹、方塊虎、方塊獅合體的巨大機器人。以膝撞為攻擊手段的型態

#### 獸王帝1 · 7 · 3（ジュウオウキング1 · 7 · 3，Zyuoh King 4th Mode）
【基本資料】
| 機體高度 | 機體寬度 | 機體厚度 | 機體重量 | 機體航速 | 機組力量輸出 |
| -------- | -------- | -------- | -------- | -------- | ------------ |
|          |          |          |          |          |              |

由方塊鷹、方塊鱷、方塊獅合體的巨大機器人。

#### 獸王帝1 · 2 · 8（ジュウオウキング1 · 2 · 8，Zyuoh King 5th Mode）
【基本資料】
| 機體高度 | 機體寬度 | 機體厚度 | 機體重量 | 機體航速 | 機組力量輸出 |
| -------- | -------- | -------- | -------- | -------- | ------------ |
|          |          |          |          |          |              |

由方塊鷹、方塊鯊、方塊狼合體的巨大機器人。

### 獸王帝-特殊型態

#### 獸王帝1 · 2 · 3 · 4 · 5（ジュウオウキング1 · 2 · 3 · 4 · 5，Zyuoh King Special Mode）
【基本資料】
| 機體高度 | 機體寬度 | 機體厚度 | 機體重量 | 機體航速 | 機組力量輸出 |
| -------- | -------- | -------- | -------- | -------- | ------------ |
|          |          |          |          |          |              |

由方塊鷹、方塊鯊、方塊獅、方塊象、方塊虎五體合體的巨大機器人。為劇場版中登場的特殊型態。

### 獸王帝-動物武裝

#### 獸王帝+長頸鹿火箭筒（ジュウオウキング+キリンバズーカ，Zyuoh King w/ Kirin Bazooka）
【基本資料】
| 機體高度 | 機體寬度 | 機體厚度 | 機體重量 | 機體航速 | 機組力量輸出 |
| -------- | -------- | -------- | -------- | -------- | ------------ |
| -        | -        | -        | -        | -        | -            |

獸王帝組合長頸鹿火箭筒的武裝型態。（初次武裝：第三話）
必殺技為完全滅敵的「長頸鹿火箭筒·獸王烈焰」。

### 獸王帝-超動物武裝

#### 獸王帝章魚（ジュウオウキングオクトパス，Zyuoh King Octopus）
【基本資料】
| 機體高度 | 機體寬度 | 機體厚度 | 機體重量 | 機體航速 | 機組力量輸出 |
| -------- | -------- | -------- | -------- | -------- | ------------ |
| 50.0m    | 35.0m    | 23.5m    | 2600t    | 500km/h  | 2200萬馬力   |

獸王帝與方塊章魚合體的武裝型態。（初次武裝：第三十七話）
必殺技為空中斬擊的「章魚·獸王斬」。

#### 獸王帝章魚+長頸鹿火箭筒（ジュウオウキングオクトパス+キリンバズーカ，Zyuoh King Octopus w/ Kirin Bazooka）
【基本資料】
| 機體高度 | 機體寬度 | 機體厚度 | 機體重量 | 機體航速 | 機組力量輸出 |
| -------- | -------- | -------- | -------- | -------- | ------------ |
| -        | -        | -        | -        | -        | -            |

獸王帝章魚組合長頸鹿火箭筒的武裝型態。（初次武裝：第四十二話）

### 獸王狂野6 · 5 · 4（ジュウオウワイルド6 · 5 · 4，Zyuoh Wild）
【基本資料】
| 機體高度 | 機體寬度 | 機體厚度 | 機體重量 | 機體航速 | 機組力量輸出 |
| -------- | -------- | -------- | -------- | -------- | ------------ |
| 45.5m    | 34.5m    | 17.0m    | 2000t    | 450km/h  | 1700萬馬力   |

由方塊猩、方塊虎、方塊象合體的巨大機器人，為兼具猩的防禦力、虎的敏捷、象的力量的猛烈重擊手型態。（初次合體：第六話）
合體時方塊猩、方塊虎、方塊象先跳過火圈，並由獸王猩發動動物合體後3隻方塊動物會變成魔方塊姿態並以方塊象、方塊虎、方塊猩的順序堆疊並插入插入巨大狂野加農炮（頭部）後變身而成。武器為「狂野加農炮」（WildCannon）。必殺技為連續發射的「狂野火箭鐵拳」。
合體音效為「4！5！6！獸王狂野！！（ヨン！ゴォ！ロク！ ジュウオウワイルド!!）」。

### 獸王狂野-型態轉換

#### 獸王狂野6 · 2 · 3（ジュウオウワイルド6 · 2 · 3，Zyuoh Wild 1st Mode）
【基本資料】
| 機體高度 | 機體寬度 | 機體厚度 | 機體重量 | 機體航速 | 機組力量輸出 |
| -------- | -------- | -------- | -------- | -------- | ------------ |
| 45.5m    | 34.5m    | 17.0m    | 2000t    | 450km/h  | 1700萬馬力   |

由方塊猩、方塊鯊、方塊獅合體的巨大機器人，為兼具猩的防禦力、鯊的柔軟性、獅的攻擊力的型態（與獸王狂野6 · 5 · 4的戰鬥風格不相同）。（初次合體：第七話）
合體時方塊猩、方塊鯊、方塊獅先跳過火圈，並由獸王猩發動動物合體後3隻方塊動物會變成魔方塊姿態並以方塊獅、方塊鯊、方塊猩的順序堆疊並插入巨大狂野加農炮（頭部）後變身而成。必殺技同為連續發射的「狂野火箭鐵拳」。
合體音效為「3！2！6！獸王狂野！！（サン！ニィ！ロク！ジュウオウワイルド!!）」。

#### 獸王狂野6 · 2 · 4（ジュウオウワイルド6 · 2 · 4，Zyuoh Wild 2nd Mode）
【基本資料】
| 機體高度 | 機體寬度 | 機體厚度 | 機體重量 | 機體航速 | 機組力量輸出 |
| -------- | -------- | -------- | -------- | -------- | ------------ |
|          |          |          |          |          |              |

由方塊猩、方塊鯊、方塊象合體的巨大機器人。

#### 獸王狂野6 · 5 · 3（ジュウオウワイルド6 · 5 · 3，Zyuoh Wild 3rd Mode）
【基本資料】
| 機體高度 | 機體寬度 | 機體厚度 | 機體重量 | 機體航速 | 機組力量輸出 |
| -------- | -------- | -------- | -------- | -------- | ------------ |
|          |          |          |          |          |              |

由方塊猩、方塊虎、方塊獅合體的巨大機器人。為劇場版中登場的型態。

#### 獸王狂野6 · 7 · 4（ジュウオウワイルド6 · 7 · 4，Zyuoh Wild 4th Mode）
【基本資料】
| 機體高度 | 機體寬度 | 機體厚度 | 機體重量 | 機體航速 | 機組力量輸出 |
| -------- | -------- | -------- | -------- | -------- | ------------ |
|          |          |          |          |          |              |

由方塊猩、方塊鱷、方塊象合體的巨大機器人。

#### 獸王狂野6 · 5 · 8（ジュウオウワイルド6 · 5 · 8，Zyuoh Wild 5th Mode）
【基本資料】
| 機體高度 | 機體寬度 | 機體厚度 | 機體重量 | 機體航速 | 機組力量輸出 |
| -------- | -------- | -------- | -------- | -------- | ------------ |
|          |          |          |          |          |              |

由方塊猩、方塊虎、方塊狼合體的巨大機器人。

### 獸王狂野-特殊型態

#### 獸王狂野Special（ジュウオウワイルドスペシャル，Zyuoh Wild Special）
【基本資料】
| 機體高度 | 機體寬度 | 機體厚度 | 機體重量 | 機體航速 | 機組力量輸出 |
| -------- | -------- | -------- | -------- | -------- | ------------ |
|          |          |          |          |          |              |

由方塊獅、方塊象、方塊虎、方塊猩、方塊長頸鹿、方塊鼴鼠六體合體的超巨大機器人。（初次合體：第三十話）
合體音效為「4！3！5！6！獸王狂野！！（ヨン！サン！ゴォ！ロク！ ジュウオウワイルド!!）」。

### 獸王狂野-動物武裝

#### 獸王狂野+鼴鼠鑽頭（ジュウオウワイルド+モグラドリル，Zyuoh Wild w/ Mogura Drill）
【基本資料】
| 機體高度 | 機體寬度 | 機體厚度 | 機體重量 | 機體航速 | 機組力量輸出 |
| -------- | -------- | -------- | -------- | -------- | ------------ |
| -        | -        | -        | -        | -        | -            |

獸王狂野組合鼴鼠鑽頭的武裝型態。（初次武裝：第九話）
必殺技為一發突貫的「鼴鼠鑽頭·獸王粉碎鑽」。

#### 獸王狂野+鼴鼠鑽頭&熊斧頭（ジュウオウワイルド+モグラドリル&クマアックス，Zyuoh Wild w/ Mogura Drill and Kuma Axe）
【基本資料】
| 機體高度 | 機體寬度 | 機體厚度 | 機體重量 | 機體航速 | 機組力量輸出 |
| -------- | -------- | -------- | -------- | -------- | ------------ |
| -        | -        | -        | -        | -        | -            |

獸王狂野組合鼴鼠鑽頭及熊斧頭的武裝型態。（初次武裝：第二十一話）

#### 獸王狂野Special+貓熊斧頭（ジュウオウワイルドスペシャル+パンダアックス，Zyuoh Wild Special w/ Panda Axe）
【基本資料】
| 機體高度 | 機體寬度 | 機體厚度 | 機體重量 | 機體航速 | 機組力量輸出 |
| -------- | -------- | -------- | -------- | -------- | ------------ |
| -        | -        | -        | -        | -        | -            |

獸王狂野組合貓熊斧頭的武裝型態。（初次武裝：第三十話）

### 狂野獸王帝（ワイルドジュウオウキング，Wild Zyuoh King）
【基本資料】
| 機體高度 | 機體寬度 | 機體厚度 | 機體重量 | 機體航速 | 機組力量輸出 |
| -------- | -------- | -------- | -------- | -------- | ------------ |
| 65.0m    | 39.0m    | 21.5m    | 4000t    | 550km/h  | 3700萬馬力   |

由方塊鷹、方塊鯊、方塊獅、方塊象、方塊虎、方塊猩、方塊長頸鹿、方塊鼴鼠八體合體的超巨大機器人。為兼具獸王帝戰鬥力及獸王狂野力量的強大型態。（初次合體：第十一話）
合體時方塊鷹、方塊鯊、方塊獅、方塊象、方塊虎、方塊猩、方塊長頸鹿、方塊鼴鼠同時跳過火圈，並由獸王鷹（獸王猩）發動動物大合體後8隻方塊動物會變成魔方塊姿態，並以方塊象、方塊獅、方塊鯊、方塊虎、方塊鷹（左手）、方塊猩（右手）的順序堆疊並插入帝王劍（頭部）及巨大狂野加農炮（胸口），最後組合方塊長頸鹿（置於左腳側邊）、方塊鼴鼠（置於右腳側邊）及狂野加農炮（變形成部件置於頭部）後變身而成。武器與獸王帝同樣為帝王劍。必殺技為集結了充滿動物生命光輝之力的「獸王超力衝擊波」。
機體操縱座則由三人變為五人。
合體音效為「4！3！2！5！1！6！狂野獸王帝！！（ヨン！サン！ニ！ゴ！イチ！ロク！　ワイルドジュウオウキング!!）」。

### 狂野獸王帝-動物武裝

#### 狂野獸王帝+熊斧頭（ワイルドジュウオウキング+クマアックス，Wild Zyuoh King w/ Kuma Axe）
【基本資料】
| 機體高度 | 機體寬度 | 機體厚度 | 機體重量 | 機體航速 | 機組力量輸出 |
| -------- | -------- | -------- | -------- | -------- | ------------ |
| -        | -        | -        | -        | -        | -            |

狂野獸王帝組合熊斧頭的武裝型態。原狂野獸王帝加上方塊熊變為九合一體。（初次武裝：第十三話）
必殺技為一刀兩斷的「熊斧頭·獸王震撼擊」。

#### 狂野獸王帝+貓熊斧頭（ワイルドジュウオウキング+パンダアックス，Wild Zyuoh King w/ Panda Axe）
【基本資料】
| 機體高度 | 機體寬度 | 機體厚度 | 機體重量 | 機體航速 | 機組力量輸出 |
| -------- | -------- | -------- | -------- | -------- | ------------ |
| -        | -        | -        | -        | -        | -            |

狂野獸王帝組合貓熊斧頭的武裝型態。（初次武裝：第十九話）

### 統率獸王7 · 8 · 9（トウサイジュウオー7 · 8 · 9，Tousai Zyuoh）
【基本資料】
| 機體高度 | 機體寬度 | 機體厚度 | 機體重量 | 機體航速 | 機組力量輸出 |
| -------- | -------- | -------- | -------- | -------- | ------------ |
| 48.5m    | 61.0m    | 15.5m    | 4000t    | 50km/h   | 3300萬馬力   |

由方塊鱷、方塊狼、方塊犀三體合體的巨大機器人。為兼具鱷的堅忍、狼的技巧、犀的突進力的獵人型態（初次合體：第十八話）
由獸王世界發動動物合體後方塊犀分離成頭部、角部和載貨台三個部分，方塊鱷和方塊狼變成魔方塊姿態，並以方塊犀頭部（腳部）、載貨台（身體和雙肩）、角部（左手）順序堆疊加上組合方塊鱷（右手）、方塊狼（頭部和胸口）後變身而成。
擁有強大的肉搏能力，方塊鱷跟方塊狼所組成的右手跟頭部可分離出去攻擊或拆解敵人攻擊。必殺技為積聚能量於右手並發射3道分別為方塊鱷、方塊狼與方塊犀型的能量彈痛擊敵人的「統率野獸三重奏」。其威力更足夠令狂野獸王帝即場解體。
合體音效為「9！7！8！統率獸王！！（キュウ！ナナ！ハチ！トウサイジュウオー！）」。

### 統率獸王-動物武裝

#### 統率獸王+蝙蝠迴力鏢（ジュウオウワイルド+コウモリブーメラン，Tousai Zyuoh w/ Koumori Boomerang）
【基本資料】
| 機體高度 | 機體寬度 | 機體厚度 | 機體重量 | 機體航速 | 機組力量輸出 |
| -------- | -------- | -------- | -------- | -------- | ------------ |
| -        | -        | -        | -        | -        | -            |

統率獸王組合蝙蝠迴力鏢的武裝型態。（初次武裝：第二十一話）
必殺技為迴旋破敵的「蝙蝠迴力鏢·獸王斷」。

### 狂野統率帝（ワイルドトウサイキング，Wild Tousai King）
【基本資料】
| 機體高度 | 機體寬度 | 機體厚度 | 機體重量 | 機體航速 | 機組力量輸出 |
| -------- | -------- | -------- | -------- | -------- | ------------ |
| 72.0m    | 61.0m    | 28.5m    | 8800t    | 600km/h  | 7300萬馬力   |

由方塊鷹、方塊鯊、方塊獅、方塊象、方塊虎、方塊猩、方塊鱷、方塊狼、方塊犀牛、方塊長頸鹿、方塊鼴鼠、方塊熊、方塊蝙蝠十三體合體的超巨大機器人。（初次合體：第二十二話）
合體時方塊鷹、方塊鯊、方塊獅、方塊象、方塊虎、方塊猩、方塊鱷、方塊狼、方塊犀牛、方塊長頸鹿、方塊鼴鼠、方塊熊、方塊蝙蝠同時跳過火圈，並由獸王鷹（獸王猩）和獸王世界同時發動物大合體後方塊犀分離成頭部、角部和載貨台三個部分，其他12隻方塊動物會變成魔方塊姿態，並以方塊獅（右腳部）、方塊象（左腳部）、方塊犀牛頭部（腳部）、載貨台（身體和雙肩）、方塊虎（右肩部）、方塊鯊（左肩部）、方塊鱷（右手）、方塊狼（左手）、方塊猩（後背）、方塊鷹（前胸）的順序堆疊並插入帝王劍（右手武器）及巨大狂野加農炮（左手武器），最後組合方塊長頸鹿（置於左腳下側邊）、方塊鼴鼠（置於右腳下側邊）、方塊熊（置於左腳上側邊）、方塊蝙蝠（置於右腳上側邊）及方塊犀角部（頭部）後變身而成。必殺技為左腕一直線突刺貫穿敵人的「獸王直行突進」及右腕連續射擊的「獸王直行射擊」。
第29話時因使用了電子戰隊電磁人的連者鑰匙得以使用大電神的必殺技「電子滿月斬」；因使用了超獸戰隊生命人的連者鑰匙得以使用超級生命金剛的必殺技「超巨大獸王光束」，因與海賊戰隊豪快者一同使用連者鑰匙下得以使出代表著40代超級戰隊的標誌和2000話的數字的必殺技「獸王40代紀念日」。
機體操縱座則由五人變為六人。
合體音效為「3！4！9！5！2！7！8！6！1！狂野統率帝！！（サン！ヨン！キュウ！ゴ！ニ！ナナ！ハチ！ロク！イチ！　ワイルドトウサイキング!!）」。

### 狂野統率帝-動物武裝

#### 狂野統率帝+方塊神鷲（ワイルドトウサイキング+キューブコンドル，Wild Tousai King w/ Cube Condor）
【基本資料】
| 機體高度 | 機體寬度 | 機體厚度 | 機體重量 | 機體航速 | 機組力量輸出 |
| -------- | -------- | -------- | -------- | -------- | ------------ |
| -        | -        | -        | -        | -        | -            |

狂野統裁帝組合方塊神鷲的武裝型態。為劇場版中登場的特殊武裝型態。
必殺技為「神鷲獸王無限」。

### 弩海王（ドデカイオー，Dodekai-Oh）
【基本資料】
| 機體高度 | 機體寬度 | 機體厚度 | 機體重量 | 機體航速 | 機組力量輸出 |
| -------- | -------- | -------- | -------- | -------- | ------------ |
| 64.0m    | 48.0m    | 23.5m    | 5700t    | 550km/h  | 4900萬馬力   |

由方塊鯨單體變形而成的巨大機器人，擁有充滿鬥志並以怒濤之海將敵人切割的守望者形態。（初次變形：第三十一話）
由獸王鯨以大王者的資格（鯨魚變身槍）發動變形。武器為可連續突刺及縱橫一閃般爆裂斬擊的「海王槍矛」（KaiO Spear）。必殺技為將敵人削成海洋藻屑的「弩海王海洋飛濺」。

### 狂野統率大帝（ワイルドトウサイドデカキング，Wild Tousai Dodekai King）
【基本資料】
| 機體高度 | 機體寬度 | 機體厚度 | 機體重量 | 機體航速 | 機組力量輸出 |
| -------- | -------- | -------- | -------- | -------- | ------------ |
| 94.0m    | 77.0m    | 38.5m    | 12700t   | 630km/h  | 10600萬馬力  |

由方塊鷹、方塊鯊、方塊獅、方塊象、方塊虎、方塊猩、方塊鱷、方塊狼、方塊犀牛、方塊鯨、方塊長頸鹿、方塊鼴鼠、方塊熊、方塊蝙蝠十四體合體的超巨大機器人。為兼具狂野獸王帝鐵壁般防禦力及弩海王壓倒性破壞力的超必殺等級型態。（初次合體：第三十五話）
合體時方塊鷹、方塊鯊、方塊獅、方塊象、方塊虎、方塊猩、方塊鱷、方塊狼、方塊犀牛、方塊長頸鹿、方塊鼴鼠、方塊熊、方塊蝙蝠同時先穿過巨大火圈，再由方塊鯨穿過火圈，並由獸王者全員同時發動物全合體後，由方塊鯨變形成身體，方塊犀牛分離成頭部、角部和載貨台三個部分，其他12隻方塊動物會變成魔方塊姿態，並以方塊鷹、方塊鯊、方塊獅、方塊象（右腳）、方塊虎、方塊猩、方塊鱷、方塊狼（左腳）堆疊，並插入分離自方塊鯨的砲管，接著方塊犀頭部置入方塊鯨所變形的身體內，最後組合方塊蝙蝠、方塊長頸鹿（右手部）、方塊熊、方塊鼴鼠（左手部）、海王槍矛（分離成頭部部件及右肩砲台）後變身而成。必殺技為地球上全獸王方塊猛烈攻擊的「獸王大炸裂光束」。
合體音效為「1！2！3！4！5！6！7！8！9！10！狂野統率大帝！！（イチ！ニ！サン！ヨン！ゴ！ロク！ナナ！ハチ！キュウ！ジュウ！　ワイルドトウサイドデカキング!!）」。

### 神鷹狂野0 · 5 · 4（コンドルワイルド0 · 5 · 4，Condor Wild）
【基本資料】
| 機體高度 | 機體寬度 | 機體厚度 | 機體重量 | 機體航速 | 機組力量輸出 |
| -------- | -------- | -------- | -------- | -------- | ------------ |
| 44.5m    | 34.5m    | 11.0m    | 2000t    | 500km/h  | 1700萬馬力   |

由方塊神鷹、方塊虎、方塊象合體的巨大機器人。為《劇場版 動物戰隊獸王者 心跳不已 馬戲團恐慌！》中登場的特殊型態，後於歸來篇再次登場。
必殺技為從空中連射拳狀的能量彈「神鷲火箭拳擊」。

## 設定
連接方塊（Link Cube，リンクキューブ）
為獸園地與人類世界的通道，外觀造型為巨大方塊，必須齊聚六枚王者資格才能開啟，遭到浩劫機關毀壞，同時也因為缺少一個王者的資格而暫時無法使塞拉四人回到獸園地。
後透過凱特斯得知連接方塊是在獸人建國後為了隱藏大王者的資格而建造出來的。
獸園地（ジューランド）
為獸人（ジューマン）們所生活的世界居住之地，其建築及裝飾皆為立方體。經由連接方塊得以與人類世界連結，另外擁有專屬於獸人的獸人文字。
實際上獸園地內部的獸人的思想都極為封閉，除了巴德和拉利，大部分獸人都不歡迎人類，連結方塊的守門人們還會把誤闖獸園地的人類囚禁，甚至曾因此鬧出人命，因此巴德才會偷走王者資格企圖切斷人類世界與獸園地的連繫。
原本為地球中另外一個平行世界。最後因為連接方塊的關係，與人類世界合在一起，不再分離，但也因此讓獸人與人類之間互相融入對方的生活之中，不再產生隔閡。
獸人（ジューマン）
獸園地的居民，共有獸人（動物的臉）、人類、英雄型態（即獸王者）3種樣貌，但需要擁有王者資格才能達成。
獸王（ジューオウ）
只有獲得王者資格才能擁有的稱號。
王者資格（王者の資格）
獸人手中的方塊，代表著王者的資格。方塊擁有神秘力量，也是獸王Changer，用來變身獸王者。
風切大和所持有的方塊，是小時候拯救過他的一位謎樣般的鳥男-巴德給予的。
獸人可以透過王者的資格將自身的獸人之力過渡給人類，但目前尚不清楚是否可以過渡給其他獸人。
獸人如持有王者的資格便可變成人類的容貌，相反如果王者的資格被破壞便會强制變回獸人的容貌。
後得知第六枚王者的資格在鳥男巴德的手上。
最終話因兩個世界的融合下，不再需要王者資格來啟動連接方塊，也因此再次回歸獸王者所持有。
大王者資格（大王者の資格）
為地球力量的結晶，外觀顏色為金色。瑪貝拉斯在毀壞的連接方塊中心找到，因對賽拉等人的獸人形態反應而變化成鯨魚變身槍。
野獸動作（野獣アクション）
能夠如同動物般動作的特殊能力。
野性解放
釋放獸王者所代表動物的原始本能。如同《爆龍戰隊暴連者》中暴連者們的狂暴型態。
血腥遊戲（Blood Game，ブラッドゲーム）
浩劫機關所舉辦的殘忍競賽，以折磨並埋葬生物為其娛樂目的。在地球為第100個目標之前，已經有99個星球因這種殘忍競賽而毀滅。
繼續硬幣（Continue Medal，コンティニューメダル）
由吉涅斯的細胞產生的金色特殊硬幣，當血腥遊戲中失敗的玩家藉由此投入身上的幣孔得以巨大化。
若是投入人類身上，便可控制人類的心智。
森之工坊（ATELIER MORI，アトリエ・モリ）
森真理夫所建造的位於森林中的木屋，他通常在此進行動物裝扮及雕刻工作。這裡同時也是獸王者的居住處。
地址位於「東京都鹿來市立寶台 20-16-40」，電話「042-1684-5401」。
天宮綜合醫院（天宮総合病院）
大和之父風切景幸所屬的綜合醫院。操受到重傷之時，被送至此治療，但也因此讓彼此有心結的風切大和及風切景幸父子在多年後首次再相見。

## 播放列表
以下時間以當地時間（日本時間）為準
| 日本首播台灣首播     | 話數         | 標題 漢譯                                | 登場玩家（CV）                                                          | 片尾介紹動物 地點（■此顏色符號為猜謎謎底）          | 收視率 | 編劇     | 導演       |
| -------------------- | ------------ | ---------------------------------------- | ----------------------------------------------------------------------- | --------------------------------------------------- | ------ | -------- | ---------- |
| 2016/02/142017/03/25 | 1            | どきどき動物ランド心跳不已的動物園地     | ジャグド（傑克特）（竹本英史）                                          | 大貓熊（ジャイアントパンダ） 上野動物園 ■           | 4.5%   | 香村純子 | 柴崎貴行   |
| 2016/02/212017/04/01 | 2            | この星をなめるなよ不要小看這顆星球       | ハルバゴイ（哈魯巴戈）（白鳥哲）                                        | 非洲象（アフリカゾウ） 多摩動物公園 ■               | 4.4%   | 香村純子 | 柴崎貴行   |
| 2016/02/282017/04/08 | 3            | 帰りたいけど帰れない想回可是回不去了     | ボウガンス（波剛斯）（大林洋平）                                        | 長頸鹿（キリン） 多摩動物公園 ■                     | 4.1%   | 香村純子 | 加藤弘之   |
| 2016/03/062017/04/15 | 4            | リングに吼えろ擂台上的咆哮               | アミガルド（阿米加魯德）（金尾哲夫）                                    | 亞洲獅（インドライオン） 上野動物園 ■               | 5.1%   | 香村純子 | 加藤弘之   |
| 2016/03/132017/04/22 | 5            | ジャングルの王者叢林的王者               | ガブリオ（加布里歐）（高木涉）                                          | 西部低地大猩猩（ニシローランドゴリラ） 上野動物園 ■ | 4.3%   | 香村純子 | 中澤祥次郎 |
| 2016/03/202017/04/29 | 6            | ワイルドなプレゼント狂野的赠禮           | ガブリオ（加布里歐）（高木涉）                                          | 日本松鼠（ニホンリス） 井之頭自然文化園 ■           | 4.1%   | 香村純子 | 中澤祥次郎 |
| 2016/03/272017/05/06 | 7            | ゴゴゴゴーストが出た幽幽幽幽靈出現了     | アムメーバ シオマネキング（招潮蟹怪人）（關智一）                       | 蘇門答臘虎（スマトラトラ） 上野動物園 ■             | 3.6%   | 荒川稔久 | 竹本昇     |
| 2016/04/032017/05/13 | 8            | サバンナのメロディー草原的旋律           | ヤバイカー（亞拜卡）（檜山修之）                                        | 北極熊（ホッキョクグマ） 上野動物園 ■               | 3.5%   | 香村純子 | 竹本昇     |
| 2016/04/102017/05/20 | 9            | 終わらない1日永無止盡的一天              | ハナヤイダー（哈納亞達）（岩崎征實）                                    | 玳瑁（タイマイ） 葛西臨海水族園 ■                   | 4.7%   | 荒川稔久 | 柴崎貴行   |
| 2016/04/172017/05/27 | 10           | 最も危険なゲーム最危險的遊戲             | 殺戮マシーン·ギフト（殲滅機械•禮物）                                    | 日本獼猴（ニホンザル） 上野動物園 ■                 | 4.1%   | 香村純子 | 柴崎貴行   |
| 2016/04/242017/06/03 | 11           | 動物大集合                               | 殺戮マシーン·ギフト（殲滅機械•禮物）                                    | 雙峰駱駝（フタコブラクダ） 大島公園動物園 ■         | 4.1%   | 香村純子 | 柴崎貴行   |
| 2016/05/012017/06/10 | 12           | はなのみじかいゾウ短鼻子大象             | ハッテナー（哈特納）（飛田展男）                                        | 美洲紅鸛（ベニイロフラミンゴ） 上野動物園 ■         | 4.1%   | 田中仁   | 中澤祥次郎 |
| 2016/05/082017/06/17 | 13           | 山頂の目撃者山頂的目擊者                 | ノボリゾン（諾博利佐）（中務貴幸）                                      | 日本黑熊（ニホンツキノワグマ） 多摩動物公園 ■       | 3.9%   | 香村純子 | 中澤祥次郎 |
| 2016/05/152017/06/24 | 14           | ウソつきドロボーおバカ系小偷說謊腦袋不好 | ドロボーズ（多羅博茲）（菊池正美）                                      | 漢波德企鵝（フンボルトペンギン） 井之頭自然文化園 ■ | 4.6%   | 荒川稔久 | 加藤弘之   |
| 2016/05/222017/07/01 | 15           | 戦慄のスナイパー戰慄的狙擊手             | ハンタジイ（漢塔基）（中博史）                                          | 澳洲針鼴（ハリモグラ） 上野動物園 ■                 | 3.3%   | 荒川稔久 | 加藤弘之   |
| 2016/05/292017/07/08 | 16           | ジューマンをさがせ獸人追緝令             | マントール（曼托爾）（日野聡）                                          | 無尾熊（コアラ） 多摩動物公園 ■                     | 4.3%   | 田中仁   | 竹本昇     |
| 2016/06/052017/07/15 | 17           | エクストラプレイヤー、乱入特別玩家參戰   | トランパス（托蘭帕斯）（増谷康紀）                                      | 東部黑犀（ヒガシクロサイ） 上野動物園 ■             | 4.2%   | 香村純子 | 竹本昇     |
| 2016/06/122017/07/22 | 18           | きざまれた恐怖深刻心中的恐懼             | トランパス（托蘭帕斯）（増谷康紀）                                      | 灰狼（タイリクオオカミ） 多摩動物公園 ■             | 3.8%   | 香村純子 | 中澤祥次郎 |
| 2016/06/262017/07/29 | 19           | 信じるのは誰你要相信誰                   | ボウリンゲン（波林蓋恩）（木村昴）                                      | 灣鱷（イリエワニ） 上野動物園 ■                     | 3.5%   | 香村純子 | 中澤祥次郎 |
| 2016/07/032017/08/05 | 20           | 世界の王者世界的王者                     | ボウリンゲン（波林蓋恩）（木村昴）                                      | 日本狸（ホンドタヌキ） 井之頭自然文化園 ■           | 4.1%   | 香村純子 | 中澤祥次郎 |
| 2016/07/172017/08/12 | 21           | プリズン・ブレイク越獄風雲               | プリズナブル（普里茲納布魯）（江川央生）                                | 加州海獅（カリフォルニアアシカ） 上野動物園 ■       | 3.1%   | 香村純子 | 加藤弘之   |
| 2016/07/242017/08/19 | 22           | 覚醒か?カン違いか？是覺醒？是錯覺？      | イルジオン（伊魯吉翁）（山口勝平）                                      | 日本髭羚（ニホンカモシカ） 井之頭自然文化園 ■       | 2.4%   | 香村純子 | 加藤弘之   |
| 2016/07/312017/08/26 | 23           | 巨獣ハンター巨獸獵人                     | クルーザ（庫路薩）（陶山章央）                                          | 獵豹（チーター） 多摩動物公園 ■                     | 2.9%   | 香村純子 | 竹本昇     |
| 2016/08/072017/09/02 | 24           | よみがえる記憶復甦的記憶                 | -                                                                       | 盔姥鱸（オールドワイフ） 葛西臨海水族園■            | 2.3%   | 香村純子 | 竹本昇     |
| 2016/08/142017/09/09 | 25           | アンハッピー・カメラ憂鬱照相機           | ジャシンガー（賈辛迦）（高戶靖廣）                                      | 小貓熊（レッサーパンダ） 多摩動物公園 ■             | 2.9%   | 田中仁   | 柴崎貴行   |
| 2016/08/212017/09/16 | 26           | 大切な日を守りたい想保護的重要日子       | -                                                                       | 河馬（カバ） 上野動物園 ■                           | 2.5%   | 田中仁   | 柴崎貴行   |
| 2016/08/282017/09/23 | 27           | 本物はどっちだ？哪個才是正牌             | -                                                                       | 東部灰大袋鼠（オオカンガルー） 上野動物園 ■         | 2.1%   | 荒川稔久 | 杉原輝昭   |
| 2016/09/042017/09/30 | 28           | 帰ってきた宇宙海賊歸來的宇宙海賊         | -                                                                       | - ■                                                 | 3.0%   | 香村純子 | 加藤弘之   |
| 2016/09/112017/10/07 | 29           | 王者の中の王者王者中的王者               | -                                                                       | - ■                                                 | 3.1%   | 香村純子 | 加藤弘之   |
| 2016/09/182017/10/14 | 30           | 伝説の巨獣傳說巨獸                       | -                                                                       | 牛鼻燕魟（ウシバナトビエイ） 葛西臨海水族園 ■       | 2.8%   | 香村純子 | 竹本昇     |
| 2016/09/252017/10/21 | 31           | 巨獣立つとき巨獸聳立之時                 | ギフトカスタム（改良型禮物）                                            | 羊駝（アルパカ） 上野動物園 ■                       | 3.3%   | 香村純子 | 竹本昇     |
| 2016/10/022017/10/28 | 32           | 心は裏表一心兩面                         | オモテウリャー（歐摩泰利雅）（三上哲）                                  | 海馬（タツノオトシゴ） 葛西臨海水族園 ■             | 2.7%   | 下山健人 | 柴崎貴行   |
| 2016/10/092017/11/04 | 33           | 猫だましの恩返し奇襲戰術的報恩           | スモートロン（斯莫托隆）（天田益男）                                    | 雪豹（ユキヒョウ） 多摩動物公園 ■                   | 3.8%   | 下山健人 | 柴崎貴行   |
| 2016/10/162017/11/11 | 34           | 巨獣ハンターの逆襲巨獸獵人的逆襲         | -                                                                       | 水豚（カピバラ） 井之頭自然文化園 ■                 | 3.0%   | 香村純子 | 加藤弘之   |
| 2016/10/232017/11/18 | 35           | ジュウオウジャー最後の日獸王者最後的一天 | バングレイ（巨獸獵人 邦葛雷）（神奈延年）                               | 豹變色龍（パンサーカメレオン） 上野動物園 ■         | 3.1%   | 香村純子 | 加藤弘之   |
| 2016/10/302017/11/25 | 36           | ハロウィンの王子様萬聖夜的王子殿下       | サンババ（桑巴巴）（浅沼晋太郎）                                        | 細紋斑馬（グレビーシマウマ） 多摩動物公園 ■         | 2.6%   | 田中仁   | 加藤弘之   |
| 2016/11/132017/12/02 | 37           | 天空の王者天空的王者                     | サグイルブラザーズ（沙葛伊魯兄弟）（木內秀信、優希比呂）                | 大岩蟹（オオイワガニ） 葛西臨海水族園 ■             | 2.4%   | 香村純子 | 柴崎貴行   |
| 2016/11/202017/12/09 | 38           | 空高く、翼舞う展翅翱翔於天際             | サグイルブラザーズ（沙葛伊魯兄弟）（木內秀信、優希比呂）                | 環尾狐猴（ワオキツネザル） 上野動物園 ■             | 2.8%   | 香村純子 | 柴崎貴行   |
| 2016/11/272017/12/16 | 39           | カロリーとネックレス卡路里和項鏈         | シェフードン（謝夫頓）（福田信昭）                                      | 耳廓狐（フェネック） 井之頭自然文化園 ■             | 2.7%   | 田中仁   | 杉原輝昭   |
| 2016/12/042017/12/23 | 40           | 男の美学男人的美學                       | キルメンチ（奇魯曼齊）（津田健次郎）                                    | 濃黄冠鸚鵡（コキサカオウム） 上野動物園 ■           | 3.3%   | 田中仁   | 杉原輝昭   |
| 2016/12/112017/12/30 | 41           | 最初で最後のチャンス最初也是最後的機會   | -                                                                       | 斯里蘭卡象（スリランカゾウ） 多摩動物公園 ■         | 3.4%   | 香村純子 | 加藤弘之   |
| 2016/12/182018/01/06 | 42           | この星の行方這個星球的未來               | クバル（軍團長 庫巴爾）（岩田光央）                                     | 加拉巴哥象龜（ガラパゴスゾウガメ） 上野動物園 ■     | 3.0%   | 香村純子 | 加藤弘之   |
| 2016/12/252018/01/13 | 43           | クリスマスの目擊者聖誕節的目擊者         | ガッカリゼ（嘎佧里傑）（立花慎之介）                                    | 馴鹿（トナカイ） 多摩動物公園 ■                     | 2.6%   | 香村純子 | 加藤弘之   |
| 2017/01/082018/01/20 | 44           | 人類の王者（総集編）人類的王者（總集篇） | -                                                                       | 東天紅（トウテンコウ） 上野動物園 ■                 | 2.5%   | 香村純子 | 杉原輝昭   |
| 2017/01/152018/01/27 | 45           | 解けた封印封印解除                       | -                                                                       | 白銀鯵（ルックダウン） 葛西臨海水族園 ■             | 2.8%   | 香村純子 | 杉原輝昭   |
| 2017/01/222018/02/03 | 46           | 不死身の破壊神永生不滅的破壞神           | アザルド、アザルド・レガシー（艾札特、艾札特•雷加西）（中田讓治）       | 對馬山貓（ツシマヤマネコ） 井之頭自然文化園 ■       | 3.1%   | 香村純子 | 杉原輝昭   |
| 2017/01/292018/02/10 | 47           | 最後のゲーム最後的遊戲                   | 量産型ギフト（量產型禮物）                                              | 彎角劍羚（シロオリックス） 多摩動物公園 ■           | 3.1%   | 香村純子 | 加藤弘之   |
| 2017/02/052018/02/17 | 48（最終話） | 地球は我が家さ地球就是我的家             | ナリア（娜莉亞）（壽美菜子） ジニス、シン・ジニス（吉涅斯）（井上和彥） | 大食蟻獸（ミナミコアリクイ） 上野動物園 ■           | 3.0%   | 香村純子 | 加藤弘之   |

## 音樂

### 片頭曲
- 「動物戦隊ジュウオウジャー 」（動物戰隊獸王者）[59]
  - 作詞：藤林聖子／作曲：高取秀明／編曲：籠島裕昌／演唱：高取秀明／合唱：Young Fresh（ヤング・フレッシュ）、堀江美都子（特別參加）／演奏：Z旗
  - 第1話時，除大和以外四人皆以獸人樣貌登場，但在結尾時變化成人類樣貌，所以從第2話開始皆有四人的人類樣貌畫面。
  - 第21話起因門藤操加入，片頭MV略作修改。
  - 第22話為配合夏日劇場版的上映，副歌的地方播放劇場版片段作為宣傳。
  - 第27話起劇場版的宣傳結束改回第21話新制的片頭。

### 片尾曲
- 「レッツ! ジュウオウダンス 」（Let's！獸王Dance）
  - 作詞：藤林聖子／作曲、編曲：谷本貴義／歌：大西洋平／合唱：Young Fresh／音樂製作：八木仁／編舞：Papaya 鈴木（パパイヤ鈴木）
  - 與前作相同，在片尾放送時，會有紅、藍、黃、綠四種顏色的方塊猜謎，歌曲過後，謎底方塊會介紹一種動物，詳情見#播放列表。
  - 第12話中此曲的器樂曲版於劇中作為BGM使用。
  - 第21話起因門藤操加入重製片尾，追加拉利、鳥男（巴德）、鱷魚男、狼男、犀牛男這些角色的畫面。並且使用第二段的歌詞。
  - 第22話起，在副歌部份開始放送暑假特別計劃，將觀眾投稿的副歌舞蹈畫面追加上去。[60]
  - 特別映象
    - 第25話所放送的觀眾中有戰隊前輩地球戰隊五人組『FIVE BIUE － 信達圭』、鳥人戰隊噴射人『黑禿鷹 － 若松俊秀』、五星戰隊大連者『龍連者 － 和田圭市 / 麒麟連者 － 土屋圭輔』、超力戰隊王連者『王紅 － 宍戸勝』、重甲B-Fighter『Blue Beet － 土屋大輔』及四位小朋友以【TEAM Legend HERO】的名義投稿。
    - 第27話所放送的觀眾中有戰隊前輩海賊戰隊豪快者全員以【街坊盛傳的宇宙海賊們】的名義投稿。
    - 第48話（最終話）追加鯨魚獸人凱塔斯畫面，將兩段歌詞合併撥放，並修改加入鯨魚內容。

- 「スーパー戦隊 ヒーローゲッター2016 」（超級戰隊HERO Getter 2016）
  - 作詞：藤林聖子、荒川稔久／作曲、編曲：大石憲一郎／演奏：Z旗／歌：Project.R（NoB、高取ヒデアキ、YOFFY、岩崎貴文、SisterMAYO、谷本貴義、五條真由美、高橋秀幸、松原剛志、鎌田章吾、大西洋平）
  - 此曲為海賊戰隊豪快者的片尾曲，此曲在9月4日及9月11日播送的第28話(通算1999回)及29話(通算2000回紀念)播放，歌詞加上第36作特命戰隊Go Busters、第37作獸電戰隊強龍者、第38作烈車戰隊特急者、第39作手裏劍戰隊忍忍者及第40作動物戰隊獸王者的40周年紀念版本。此版本總共兩段第一段從第1作秘密戰隊五連者一直到第20作激走戰隊車連者，第二段從第21作電磁戰隊百萬連者一直到第40作動物戰隊獸王者。
  - 第28話使用第一段，第29話使用第二段
  - 五連者到護星者的影像使用的是「超級戰隊199英雄大決戰」的版本，豪快者之後的戰隊為新拍攝。
  - 自海賊戰隊豪快者之後新拍攝的獸電戰隊強龍者的強龍黑及手裏劍戰隊忍忍者的黃忍者和白忍者三人因為豪快變身的關係，服裝依照變身者性別的不同而有所變化。

### 插曲
- 「動物合体！ジュウオウキング」（動物合體！獸帝王）
  - 作詞：八手三郎／作曲、編曲：龜山耕一郎／演唱者：Project.R（NoB、YOFFY、谷本貴義）
  - 使用話數：3、7-8、23、30、37、44

- 「覚醒！ジュウオウジャー！」（覺醒！獸王者！）
  - 作詞、作曲：大西洋平／編曲：大橋惠／演唱者：大西洋平
  - 使用話數：4、8、15、36、44

- 「あいさつどうぶつマーチ」（動物問候進行曲）
  - 作詞：藤林聖子／作曲、編曲：龜山耕一郎／演唱者：Young Fresh

- 「ジュウオウFight！」（獸王Fight!）
  - 作詞：藤林聖子／作曲、編曲：山田信夫／演唱者：NoB
  - 使用話數：17、26、31、40

- 「ジュウオウザワールド」（獸王世界）
  - 作詞：藤林聖子／作曲、編曲：龜山耕一郎／演唱者：松原剛志
  - 使用話數：21-22

- 「デスデスデスガリアン！」（Death~DeathGalien！）
  - 作詞：藤林聖子／作曲、編曲：龜山耕一郎／演唱者：山形幸生

- 「わが故郷 ジューランド」
  - 作詞：藤林聖子／作曲：龜山耕一郎／編曲：籠島裕昌／演唱者：五條真由美／演奏：Z旗

- 「輝く王者」（輝耀王者）
  - 作詞：藤林聖子／作曲：岩崎貴文／編曲：中畑丈治／演唱者：高橋秀幸、宮島咲良
  - 使用話數：25、32

- 「海賊戦隊ゴーカイジャー」（海賊戰隊豪快者）
  - 作詞：岩里祐穂／作曲：持田裕輔／編曲：籠島裕昌／演唱者：松原剛志／合唱：Young Fresh、Project.R
  - 使用話數：29
  - 海賊戰隊豪快者的片頭曲，第29話時使用器樂曲版。

- 「ドデカイオー現る！」（弩海王登場！）
  - 演唱者、演奏：Z旗
  - 使用話數：31、35、44

## 其他相關媒體

### 劇場版
- 《手裏劍戰隊忍忍者 VS 特急者 THE MOVIE 忍者 In Wonderland》

本作為《手裏劍戰隊忍忍者》和《烈車戰隊特急者》的VS劇場版，本作亦是《超級戰隊祭》的第八部作品，2016年1月23日上映，獸王者五人在本作中先行登場。
- 《劇場版 動物戰隊獸王者 心跳不已 馬戲團恐慌！》

本作的獨立劇場版，該作有許多歷代戰隊的元素在裡面，2016年8月6日上映。
- 《劇場版 動物戰隊獸王者 VS 忍忍者 來自未來的訊息 from 超級戰隊》

本作與《手裏劍戰隊忍忍者》的VS劇場版，本作亦是《超級戰隊祭》的第九部作品，亦是作為《超級戰隊祭》為主題的最後一部作品，2017年1月14日上映。
- 《假面騎士x超級戰隊 超 超級英雄大戰》

本作為《宇宙戰隊九連者》與《假面騎士EX-AID》共同合作的特別劇場版，獸王虎在本作登場，2017年3月25日上映。
- 《魯邦連者VS巡邏連者VS九連者》

本作為《快盜戰隊魯邦連者VS警察戰隊巡邏連者》和《宇宙戰隊九連者》的VS劇場版，獸王世界在本作登場，2019年5月3日上映。
- 《機界戰隊全開者 THE MOVIE 赤色戰鬥！全戰隊大集會！！》

本作為《機界戰隊全開者》的獨立劇場版，巨獸獵人・邦葛雷在本作中作為歷代怪人登場，2021年2月20日上映。

### 電視特輯
- 《連續4週特別篇 超級戰隊最強對戰!!》

《超級戰隊系列》電視特別節目，獸王鷹/獸王猩/獸王鯨於本作登場。

### 先行映像
第1彈
2016年1月2日公開。30秒的短篇故事。後來在『超英雄祭2016』中做為新戰隊登場前的導引片
都内某地，賽拉、雷歐、塔斯克、亞姆以獸人姿態在打保齡球、逛街及在餐廳用餐，就在用餐到一半，唯一的人類大和亂入，告知街上發生幾急事件，急忙趕到並變身。
第2彈
2016年1月30日公開。

### 合作特別篇
- 《假面騎士Ghost》

通稱「春假合體英雄祭」。2016年3月27日放送。當日播放之獸王者第7話天空寺尊 / 假面騎士Ghost、遊流仙登場。緊接著同樣當日播放的Ghost第24話風切大和 / 獸王鷹登場。
今年的合作特別篇，相較於『烈車戰隊特急者』、『假面騎士鎧武』及『手裏劍戰隊忍忍者』、『假面騎士Drive』是屬於原創故事，而是比較趨近於2009年『侍戰隊真劍者』和『假面騎士Decade』不影響彼此的主線故事，唯一不同的是本次合作雙方人馬並未以完整隊伍的形式互相碰面。
- 《歸來的動物戰隊獸王者 納命來吧! 地球王者決定戰》

2017年6月28日上映，本作的歸來篇劇情。
- 《獸電戰隊強龍者BRAVE》

2017年韓國版《獸電戰隊強龍者》，在King.12時被周永和柱赫兩人召喚出來。

### 特典映像
『動物戰隊獸王者 超級動物大戰』
2016年9月14日開始發售的『動物戰隊獸王者 Blu-ray COLLECTION』中所收入的超級戰隊40部作品紀念原創迷你劇集。每巻個收錄1話，全預定4話。赤紅（40ver）和傑拉西多（豪快者中的原行動隊長）將會登場。

## 超級英雄時間相關條目
- 2016春《假面騎士Ghost》（第18-50集）
- 2016秋《假面騎士EX-AID》（第1-17集）

## 海外播放

### 台灣
台灣東森綜合台於2017年3月25日至同年9月2日期間每週六上午8時以雙語首播日語原音和國語配音版，同年9月9日至2018年2月17日期間改成8時30分首播，並於隔天下午4時由東森超視台重播國語配音版，同年9月10日至2018年2月18日期間改成4時30分重播。
| 台灣 東森綜合台 星期六 08:00-08:30              | 台灣 東森綜合台 星期六 08:00-08:30              | 台灣 東森綜合台 星期六 08:00-08:30 |
| ----------------------------------------------- | ----------------------------------------------- | ---------------------------------- |
|                                                 | 動物戰隊獸王者 （2017年3月25日﹣2018年2月17日） |                                    |
| 烈車戰隊特急者 （2016年4月30日﹣2017年3月18日） | 我們這一家                                      |                                    |

| 台灣 東森超視台 星期日 16:00-16:30             | 台灣 東森超視台 星期日 16:00-16:30              | 台灣 東森超視台 星期日 16:00-16:30 |
| ---------------------------------------------- | ----------------------------------------------- | ---------------------------------- |
|                                                | 動物戰隊獸王者 （2017年3月26日﹣2018年2月18日） |                                    |
| 烈車戰隊特急者 （2016年5月1日﹣2017年3月19日） | 海底小縱隊                                      |                                    |

### 香港
香港無綫翡翠台於前作《手裏劍戰隊忍忍者》播映完畢後，跳過本作直接播出《宇宙戰隊九連者》。因此，本作也是自《百獸戰隊牙吠連者》以來，繼《天裝戰隊護星者》之後，第二部沒有在香港播出的《超級戰隊系列》作品。

## 外部連結
- 《動物戰隊獸王者》 朝日官方網站 （页面存档备份，存于）（日語）
- 《動物戰隊獸王者》 東映官方網站 （页面存档备份，存于）（日語）
- 《動物戰隊獸王者》 Twitter （页面存档备份，存于）（日語）
- 《動物戰隊獸王者》  （页面存档备份，存于）（日語）